# 2011
Rok 2011 (MMXI) gregoriánského kalendáře začal v sobotu 1. ledna a skončil v sobotu 31. prosince. Rok byl vyhlášen za mezinárodní rok lesů a chemie.[kým?]

## Události
Automatický abecedně řazený seznam viz Kategorie:Události roku 2011

### Česko
- 1. ledna
  - Pavel Zeman se stal nejvyšším státním zástupcem.
  - Václav Klaus veřejně přečetl svůj novoroční projev, který trval 10 minut, v televizi a rozhlase.
- 24. ledna – skončilo vysílání televize Z1, údajně z důvodu nízké sledovanosti.
- 8. března – začala vysílat nová televizní stanice Prima Love.
- 16. března – byly nalezeny ostatky zmizelé Anny Janatkové.
- 21. března – hlavní podezřelý v kauze Anna Janatkové Otakar Tomek se pokusil o sebevraždu, 23. března zemřel.
- 25. až 26. března proběhlo v Česku celostátní sčítání lidu, domů a bytů, které zajišťoval Český statistický úřad.
- 28. března – Jiřímu Kajínkovi byla opět zamítnuta žádost na obnovení procesu.
- 31. března – přestala platit česká bankovka v hodnotě 50 Kč, v komerčních bankách ji bylo možné vyměnit následující rok, v ČNB následujících 6 let.
- 1. května – Začala vysílat Pražská televize Metropol TV.
- 28. května – byla zahájena demolice Zimního stadiónu na pražské Štvanici.
- 5. června – Lukáš Adamec se stal vítězem 2. Česko Slovenské Superstar.
- 16. června – konala se jednodenní celostátní stávka v dopravě, zastavily se vlaky, některé autobusy a tramvaje, nevyjelo ani pražské metro.
- 6. července – Česká Wikipedie dosáhla hranice 200 000 článků.
- 14.–17. července – v Ostravě se uskutečnilo osmé Mistrovství Evropy v atletice do 23 let.
- 28. července až 7. srpna – v Hradci Králové a Pardubicích se uskutečnilo Mistrovství Evropy v basketbalu mužů do 16 let.
- 27. listopadu – Kyrgyzstánec Atai Omurzakov se stal vítězem druhé řady soutěže Česko Slovensko má talent.
- 28. listopadu – byl otevřen první úsek Vysočanské radiály.
- 30. listopadu – Česká televize ukončila analogové televizní vysílání.
- 10. prosince – proběhlo úplné zatmění Měsíce, částečně viditelné i z území Česka.
- 23. prosince – konal se státní pohřeb Václava Havla.

### Svět
- 1. ledna
  - Maďarsko se na půl roku ujalo předsednictví EU.
  - Estonsko se stalo 17. zemí eurozóny.
  - Ostrovy patřící pod Nizozemsko: Bonaire, Svatý Eustach a Saba (Nizozemské Antily) přešly z antilského guldenu na americký dolar.
  - Litva se stala předsedou OBSE.
  - Dilma Rousseffová se stala prezidentkou Brazílie jako první žena v historii země.
  - Následkem výbuchu v koptském kostele v Alexandrii v Egyptě zahynulo 23 lidí a dalších 97 bylo zraněno.
  - V Surgutu (Rusko) při vzletu se vzňalo a následně vybuchlo letadlo Tu-154. Zemřeli 3 lidé a dalších 44 bylo zraněno.
- 2. ledna
  - V Chile došlo k zemětřesení o Richterovy škále 6,5. Nevyžádalo si však žádné oběti ani škody.
  - Konjunkce Jupitera a Uranu.
- 3. ledna – Arnold Schwarzenegger opustil funkci guvernéra Kalifornie (USA).
- 4. ledna – Z větší části Evropy, severní Afriky a západní Asie bylo viditelné částečné zatmění Slunce.
- 7. ledna – 15. mistrovství Asijského fotbalového šampionátu v Kataru.
- 9. ledna
  - V jižním Súdánu začalo referendum o nezávislosti na Súdánu.
  - Ruská federace zakázala cizincům nákup pozemků v příhraničních oblastech.
  - Při zřícení letadla v Íránu zahynulo 77 osob a dalších 26 bylo zraněno.
- 10. ledna – Jižní Osetie zcela zakázala používání gruzínského lari na svém území.
- 13. ledna – Začal 9. ročník Mezinárodního festivalu duchovní hudby Stříbrné Zvony (Sudraba zvani, Silver Bells) v Daugavpils, Lotyšsko.
- 14. ledna
  - Parlament Kazachstánu se rozhodl uspořádat referendum o rozšíření pravomocí prezidenta Nursultana Nazarbajeva do roku 2020.
  - Došlo k převratu v Tunisku. V důsledku nepokojů v Tunisku, tuniský prezident Zín Abidín bin Alí uprchl ze země.
- 15. ledna – 10. výročí založení Wikipedie.
- 19. ledna
  - Na jihozápadě Pákistánu došlo k zemětřesení o síle 7,4 Richterovy stupnice.
  - První trestní řízení proti uživatelům internetu kvůli porušení autorských práv v Rusku.
- 20. ledna – Došlo k několika výbuchům v Doněcké Oblasti na Ukrajině. Nebyla zjištěna žádná zranění.
- 21. ledna – Alexandr Lukašenko se oficiálně už počtvrté stal prezidentem Běloruska.
- 23. ledna
  - V prezidentských volbách v Portugalsku zvítězil stávající prezident Aníbal Cavaco Silva.
  - V jižním Pákistánu se srazil autobus s autocisternou na benzin. Zemřelo 32 lidi a 9 jich bylo zraněno.
- 24. ledna – Během teroristického útoku na letišti Letiště Moskva-Domodědovo v Moskvě zahynulo 35 lidí a 180 jich bylo zraněno.
- 6. února – Super Bowl XLV se odehrál na Cowboys Stadium v Texasu, vítězem se stali Green Bay Packers.
- 24. února – Poslední let raketoplánu Discovery k ISS (Mezinárodní vesmírná stanice).
- 10. února – Do oběhu byl uveden nový vzorek stodolarové bankovky.
- 11. února – Egyptský prezident Husní Mubarak odstoupil pod nátlakem miliónových demonstrací.
- 12. února – V Erzurumu v Turecku začala Zimní univerziáda 2011.
- 27. února – Udílení filmové ceny Oscar, nejúspěšnějším filmem se stal film Králova řeč.
- 5. března – Automatická meziplanetární stanice New Horizons křižovala orbit Uranu po pětileté cestě.
- 11. března – Silné podmořské zemětřesení způsobilo vlnu tsunami vysokou až 11 metrů. Jeho epicentrum se nacházelo u tichomořského ostrova Honšú, zasáhlo celý Tichý oceán. Velké následky utrpěla zejména japonská města např. Sendai nebo Tokio. Zemětřesení způsobilo havárie v atomových elektrárnách Fukušima 1 i Fukušima 2. V elektrárně Fukušima I nastal v sobotu 12. března 2011 výbuch chladicího okruhu, další dva výbuchy následovaly v dalších dnech.
- 17. března – Rada bezpečnosti OSN vyhlásila bezletovou zónu nad Libyí (což se dá pokládat za počátek první libyjské občanské války).
- Silné nepokoje a protivládní demonstrace propukly v březnu i Sýrii.
- 17.–20. března – Lipský knižní veletrh.
- 18. března – Kosmická sonda MESSENGER byla uvedena na oběžnou dráhu okolo Merkuru.
- 20. března – Parlamentní volby ve Finsku.

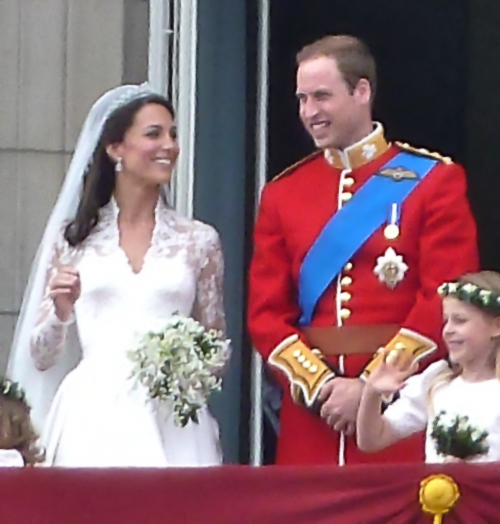
Svatba prince Williama a Catheriny Middletonové

- 4. dubna – Z kosmodromu Bajkonur odstartovala k Mezinárodní vesmírné stanici (ISS) kosmická loď Sojuz TMA-21.
- 12. dubna – Den kosmonautů, 50 let po letu do vesmíru Jurije Gagarina.
- 22. dubna – Mezinárodní Den Země.
- 24. dubna – Velikonoce (Boží hod velikonoční).
- 29. dubna
  - Svatba prince Williama a Kate Middletonové.
  - 15. května na Slovensku (v Bratislavě a Košicích) Mistrovství světa v ledním hokeji 2011.
- 1. května – Ve Vatikánu byl prohlášen za blahoslaveného Jan Pavel II.
- 2. května – Usáma bin Ládin zabit americkými vojáky.
- 5. května – Ve Velké Británii proběhlo historicky vůbec první celostátní referendum o změně britského volebního systému, britští voliči navrhovanou změnu neschválili.
- 16. května – Vypuštění raketoplánu Endeavour. Poslední let raketoplánu Endeavour.
- 26. května – Byl zatčen srbský generál a válečný zločinec Ratko Mladić.
- 12. června – proběhly v Turecku parlamentní volby. V nich opět zvítězila vládnoucí Strana spravedlnosti a rozvoje tureckého premiéra Recepa Erdoğana, který tak dosáhl historického úspěchu (poprvé v tureckých dějinách se jedné straně podařilo třikrát zvítězit ve volbách, navíc ve všech třech získat nadpoloviční většinu).
- 18. června – 3. července – Polsko hostilo Mistrovství Evropy v basketbalu žen a to ve městech: Bydhošť, Katovice, Lodž. Vyhrály Rusky, druhé skončily Turkyně a třetí Francouzky. Český výběr pod vedení Lubora Blažka obsadil čtvrtou příčku.
- 1. července – Polsko se ujalo předsednictví EU.
- 2. července
  - Svatba monackého knížete Alberta II. a Charlene Wittstockové.
  - Petra Kvitová vyhrála tenisový turnaj ve Wimbledonu – viz článek finále ženské dvouhry ve Wimbledonu 2011.
- 3. července – Zahájení 43. Jihoamerického mistrovství ve fotbale v Argentině.
- 6. července – Mezinárodní olympijský výbor rozhodl o hostitelském městě zimních olympijských her v roce 2018, volba padla na jihokorejský Pchjongčchang.
- 8. července – Poslední let raketoplánu Atlantis. Po tomto letu NASA ukončí provoz raketoplánů Space Shuttle.
- 9. července – Vznikl nový stát – Jižní Súdán. Takto rozhodlo lednové referendum.
- 20. července – Oznámen objev čtvrtého měsíce Pluta, později nazvaného Kerberos.
- 21. července – Naposledy přistál poslední americký raketoplán Atlantis, skončila další éra dobývání kosmu.
- 22. července – Nor Anders Behring Breivik zavraždil na letním táboře mladých sociálních demokratů na ostrůvku Utøya 69 lidí. Spáchal i bombový útok na vládní budovu v Oslu, kde zabil 8 lidí, viz Útoky v Norsku v červenci 2011.
- 23. července – Ve svém londýnském bytě byla nalezena mrtvá britská zpěvačka Amy Winehouse.
- 24. července
  - Skončil 98. ročník cyklistického etapového závodu Tour de France. Vítězem se stal australský závodník Cadel Evans.
  - Uruguay porazila ve finále Copa América Paraguay 3:0.
- 24.–30. července – 18. Mezinárodní botanický kongres v Melbourne, Austrálie.
- 1. srpna – Začátek ramadánu.
- 12. srpna
  - Anthony Sowell byl odsouzen za vraždu 11 žen k trestu smrti.
  - Byla zahájena Letní univerziáda 2011 v čínském Shenzhenu, která potrvá až do 23. srpna.
- 15.–21. srpna – V Madridu proběhly světové dny mládeže.
- 24. srpna
  - Libyjští povstalci ovládli hlavní město Libye Tripolis.
  - Při pokusu o start havarovala raketa Sojuz-U s kosmickou lodí Progress M-12M vezoucí zásoby na Mezinárodní vesmírnou stanici.
  - Bylo zahájeno Mistrovství světa v atletice 2011, které trvalo až do 4. září v Tegu (Daegu) v Jižní Koreji.
- 29. srpna – Byl zahájen 4. grandslamový tenisový turnaj sezóny US Open 2011, který trval až do 11. září.
- 31. srpna – Kanada ukončila analogové televizní vysílání.
- 1. září – Zakázán prodej 50wattových žárovek v EU.
- 7. září – Při letecké havárii u ruského města Jaroslavl tragicky zahynuli členové ruského hokejového týmu Lokomotiv Jaroslavl. Byli mezi nimi i Češi Josef Vašíček, Karel Rachůnek a Jan Marek a Slovák Pavol Demitra.
- 9. září – Bylo zahájeno sedmé mistrovství světa v ragby union v Aucklandu na Novém Zélandu.
- 30. září – 1. října – Začal židovský Nový rok.
- 3. října – laureáty Nobelovy ceny za fyziologii a lékařství se stali imunologové Bruce A. Beutler a Jules A. Hoffmann za objevy týkající se aktivace vrozené imunity a Ralph M. Steinman za objev dendritických buněk a jejich roli v získané imunitě.
- 9. října – Sebastian Vettel podruhé získal titul Mistra světa ve Formuli 1.
- 14.–30. října – Šestnácté Panamerické hry v Guadalajaře, Mexiko.
- 16. října – Při automobilovém závodu IndyCar v Las Vegas zahynul při hromadné havárii 15 vozů britský pilot Dan Wheldon.
- 20. října – Skončila další fáze první libyjské občanské války, v Syrtě byl dopaden a zabit libyjský diktátor Muammar Kaddáfí.
- 23. října
  - Parlamentní volby v rámci Arabského jara do ústavodárného shromáždění proběhly v Tunisku, volby vyhrála islámská Strana obnovy.
  - Smrtelná nehoda italského motocyklového jezdce Marca Simoncelliho poznamenala Velkou cenu Malajsie v královské třídě MotoGP.
- 30. října – Prezidentské volby v Kyrgyzstánu.
- 31. října
  - NATO ukončilo svoji misi při pomoci řešení prvnílibyjské občanské války.
  - Na Zemi by mělo žít 7 miliard lidí.
- 6. listopadu – V Bratislavě byla zahájena série koncertů německé hudební skupiny Rammstein s názvem Made in Germany 1995–2011.
- 18. listopadu – V Las Vegas byla na Mineconu vydána oficiální verze hry Minecraft 1.0.0.
- 25. listopadu – Částečné zatmění Slunce, viditelné v Antarktidě.
- 26. listopadu – Odstartovala nová kosmická sonda programu Mars Science Laboratory.
- 29. listopadu – Americká policie identifikovala jednu z osmi dosud neidentifikovaných obětí sériového vraha Johna Wayna Gacyho. Mladík nesl jméno William Bundy.
- 4. prosince – Volby do Státní dumy Ruské federace (VI svoláni).
- 5. prosince – Oznámen objev extrasolární planety Kepler-22b, první známé planety v obyvatelné zóně hvězdy spektrální třídy G (tj. hvězdy stejné třídy, jako Slunce).
- 10. prosince – Úplné zatmění Měsíce, je částečně viditelné z území Česka
- 18. prosince – Po téměř devíti letech opustili američtí vojáci Irák.
- 29. prosince – Samoa a Tokelau vynechaly 30. prosinec a posunuly se o 24 hodin dopředu, tedy rovnou do 31. prosince, kvůli zjednodušení obchodování mezi Austrálií a Novým Zélandem.

## Uskutečněné události
- 2010–20212 – Arabské jaro
- Dluhová krize v eurozóně
- Dluhová krize v Řecku
- Občanská válka v Sýrii

## Úmrtí

### Česko

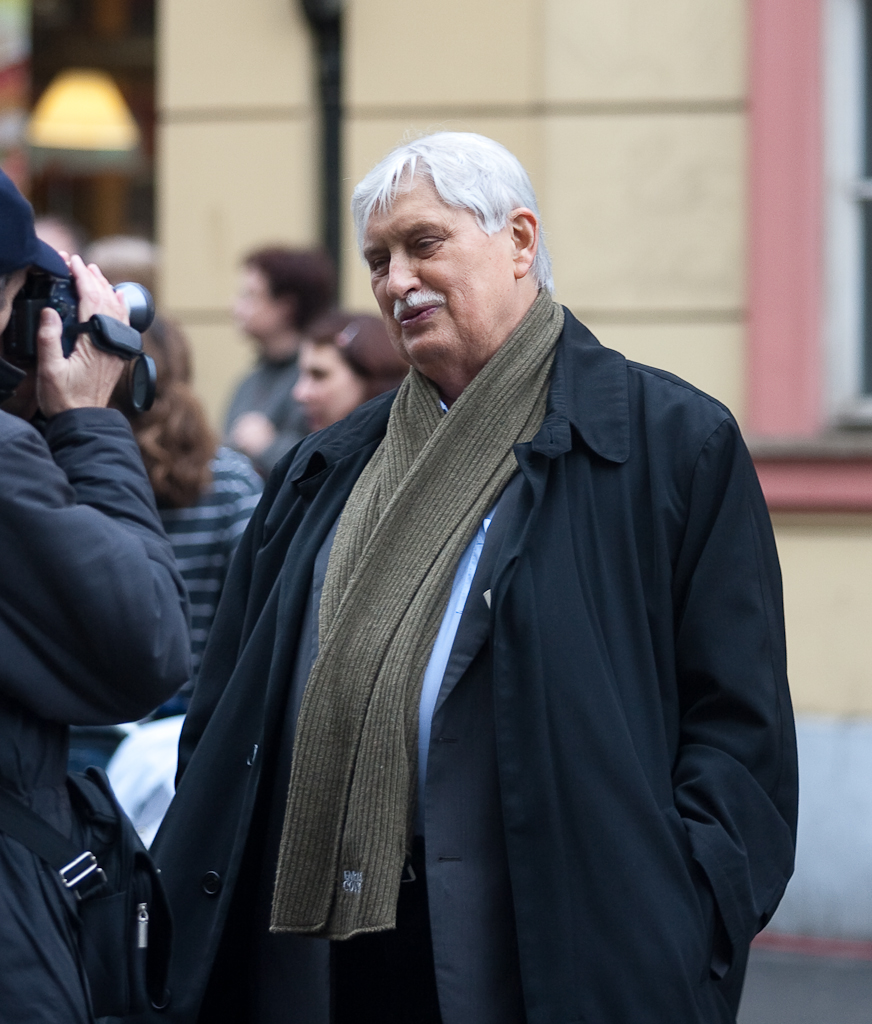
Jiří Dienstbier († 8. leden)

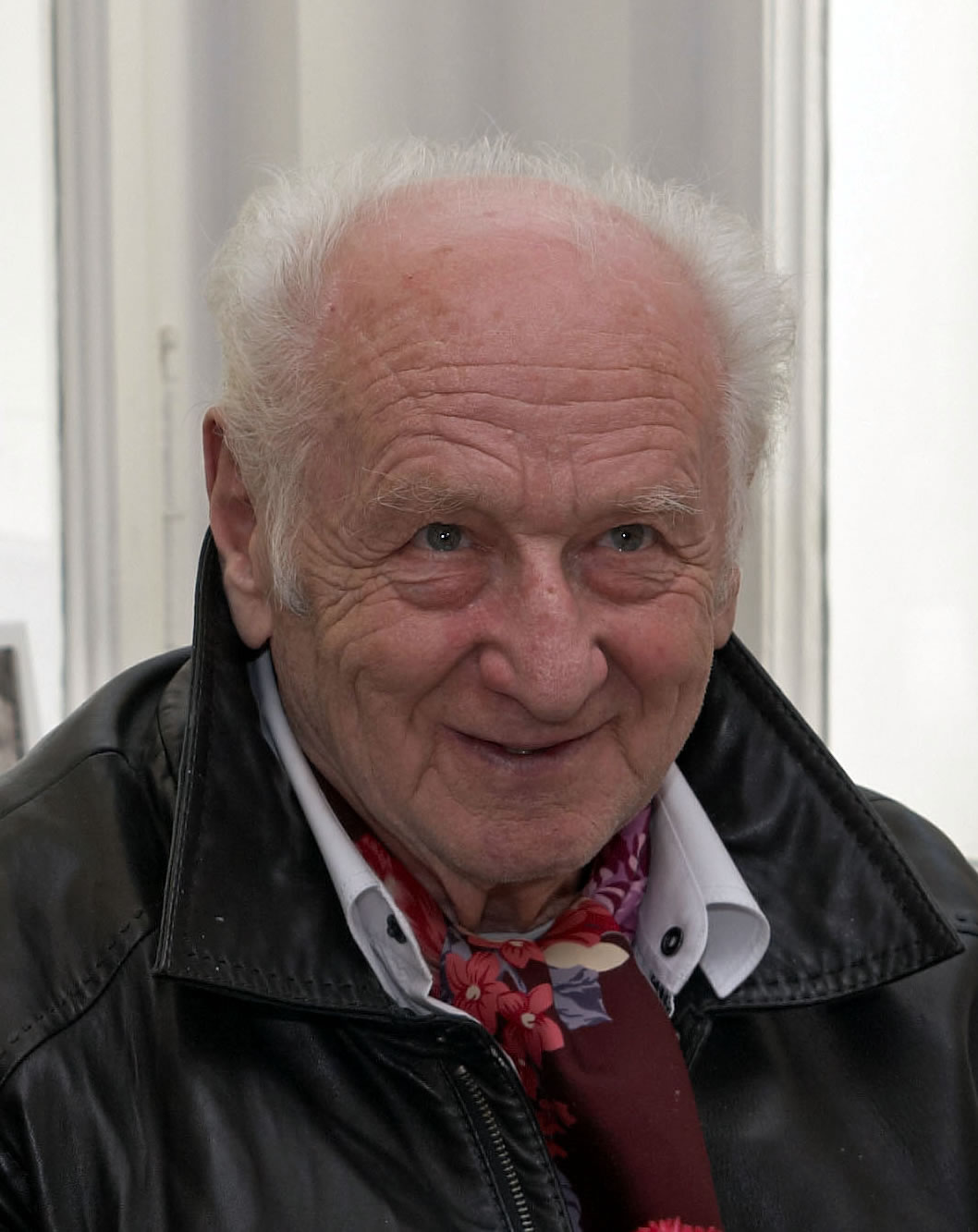
Arnošt Lustig († 26. únor)

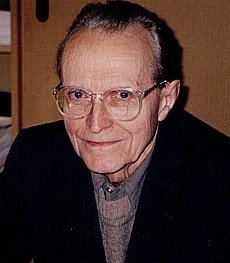
Oto Mádr († 27. únor)

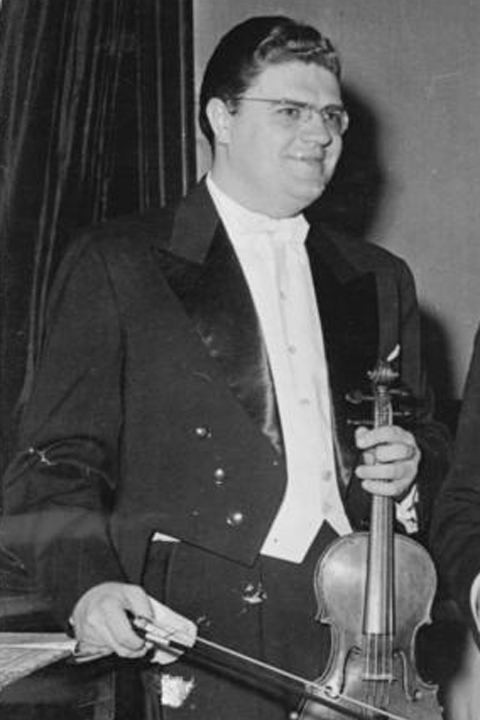
Josef Suk mladší († 7. červenec)

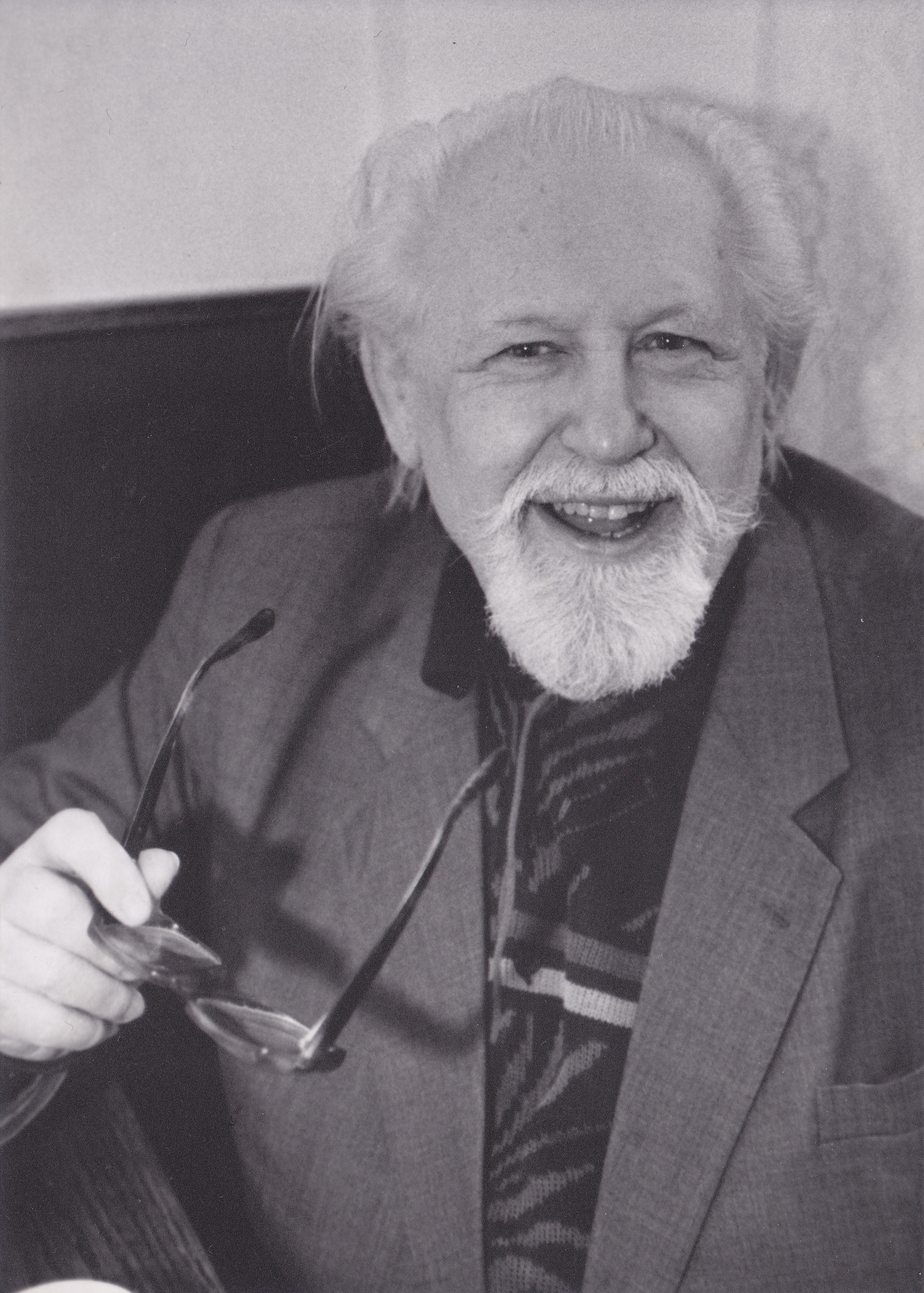
Jiří Winter Neprakta († 30. říjen)

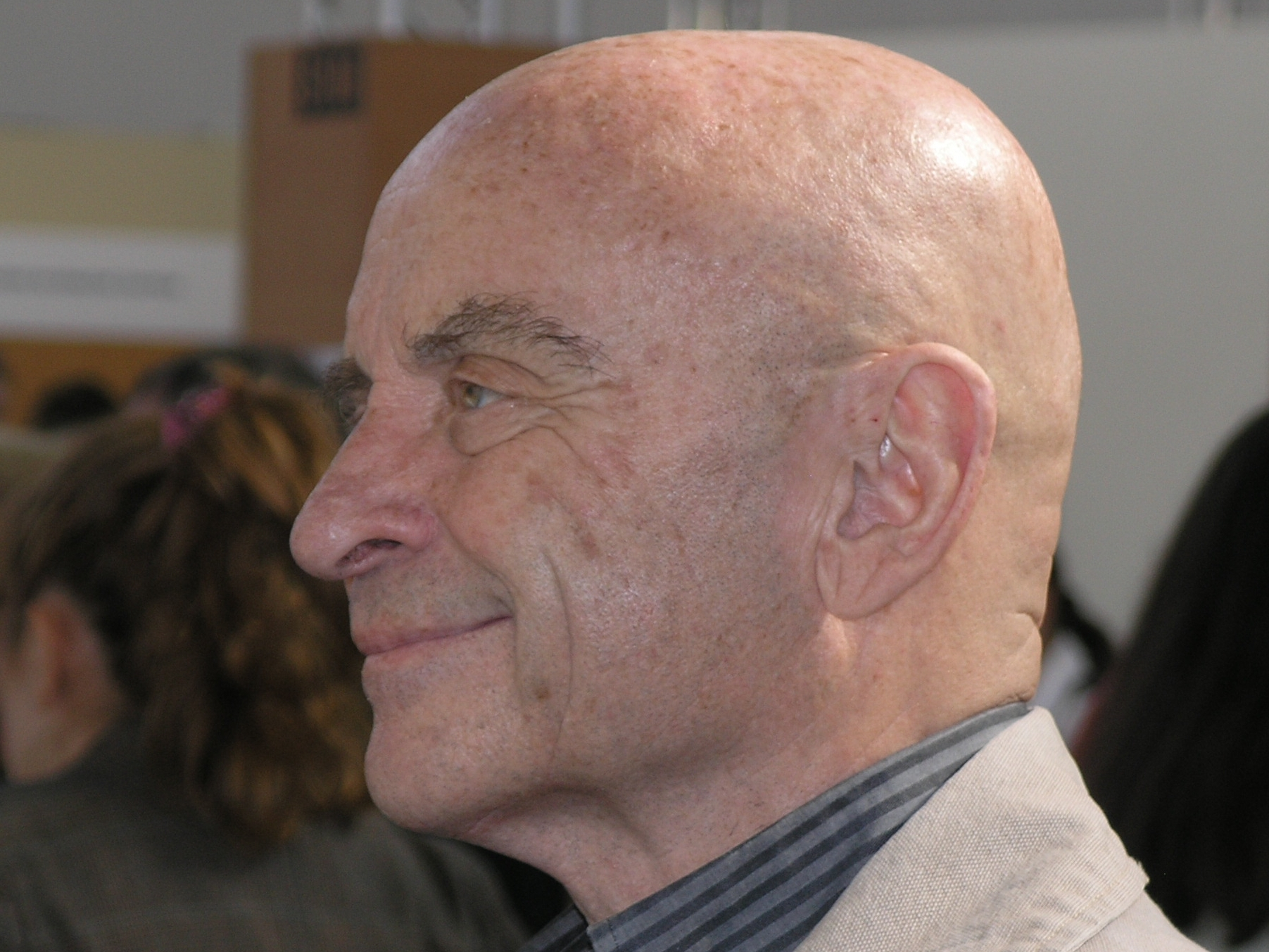
Bořivoj Navrátil († 31. říjen)

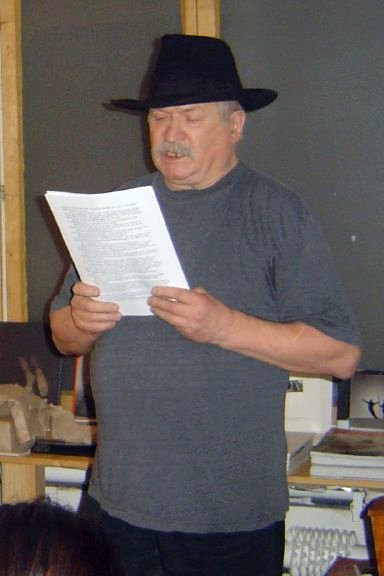
Ivan Martin Jirous († 9. listopad)

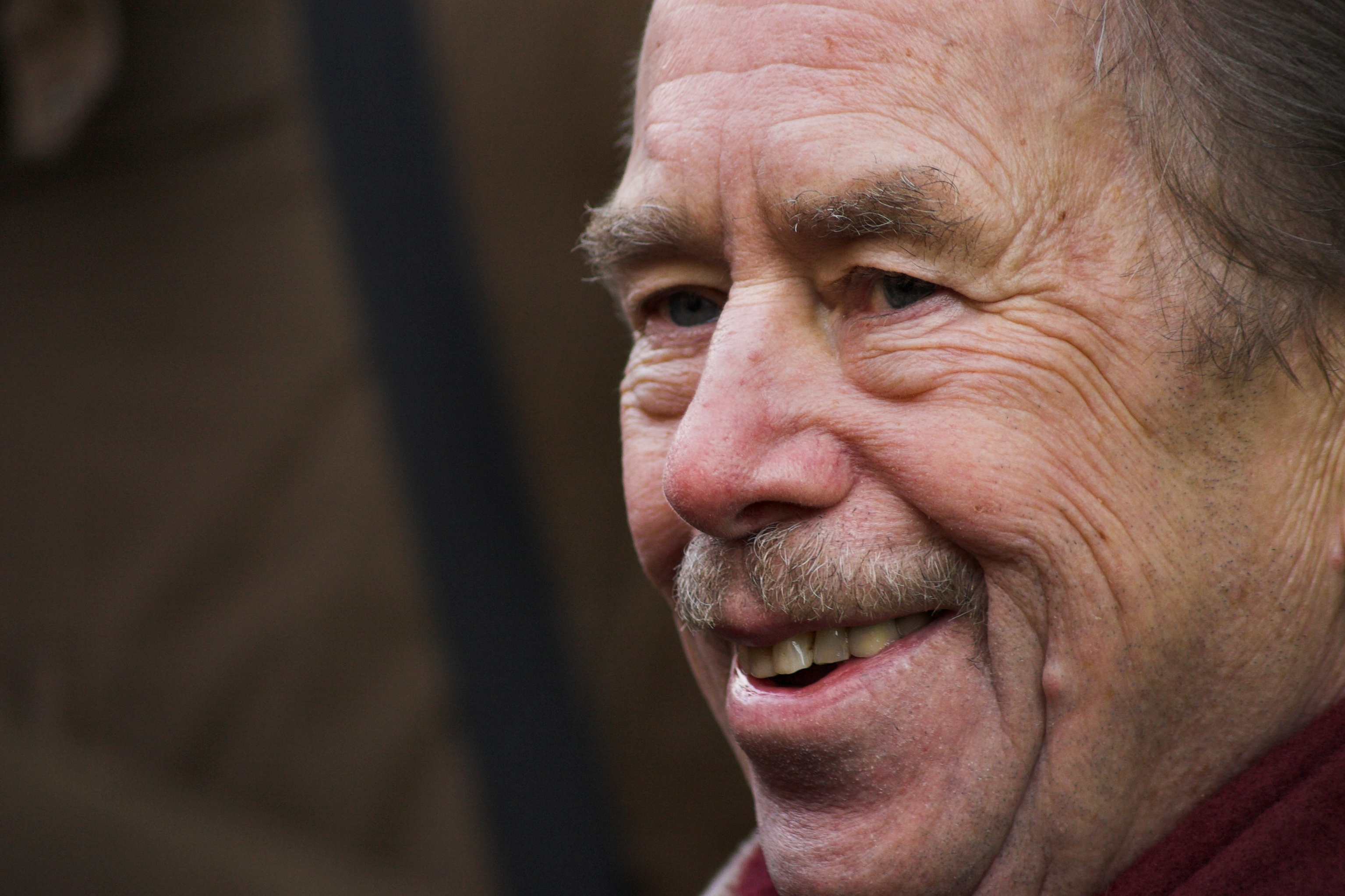
Václav Havel († 18. prosinec)

- 7. ledna – Miloš Raban, katolický kněz, filosof a teolog (* 20. června 1948)
- 8. ledna – Jiří Dienstbier, politik a novinář (* 20. dubna 1937)
- 12. ledna – Karel Stádník, sochař a restaurátor (* 24. srpna 1924)
- 19. ledna – Antonín Kubálek, klavírista (* 5. listopadu 1935)
- 21. ledna – Jiří Batušek, kněz, teolog a politický vězeň (* 10. dubna 1919)
- 23. ledna
  - Miroslav Řepiský, organizátor hasičského hnutí (* 10. června 1924)
  - Luboš Holý, folklórní zpěvák a vysokoškolský pedagog (* 21. října 1930)
- 25. ledna – Jiří Franěk, novinář (* 20. dubna 1944)
- 26. ledna – Mojmír Horyna, historik umění (* 23. března 1945)
- 29. ledna – Zorka Prachtelová, horolezkyně, vytrvalostní běžkyně a jeskyňářka (* 16. ledna 1943)
- 1. února – Jiří Kárnet, česko-americký dramatik, divadelní kritik, režisér, básník a překladatel (* 24. ledna 1920)
- 5. února
  - Stanislav Lachman, designér (* 16. října 1921)
  - Pavel Vondruška, herec, dirigent, cimrmanolog (* 15. listopadu 1925)
- 7. února – Pavel Vašák, literární teoretik (* 10. února 1941)
- 9. února – Prokop Voskovec mladší, divadelník, básník, esejista a překladatel (* 21. ledna 1942)
- 15. února – Miroslav Sabev, malíř a grafik (* 8. října 1952)
- 22. února – Antonín Švorc, operní pěvec-barytonista (* 12. února 1934)
- 26. února – Arnošt Lustig, spisovatel (* 21. prosince 1926)
- 27. února
  - Věra Jirousová, historička umění a básnířka (* 25. února 1944)
  - Oto Mádr, katolický kněz a teolog (* 15. února 1917)
- 2. března
  - Jiří Hejna, akademický malíř, ilustrátor a grafik (* 29. července 1921)
  - Čestmír Gregor, hudební skladatel, teoretik a publicista (* 14. května 1926)
- 4. března – Milan Růžička, televizní a filmový režisér a scenárista (* 25. května 1937)
- 5. března – Svatopluk Mrázek, trenér a funkcionář basketbalu (* 15. ledna 1923)
- 6. března – Rostislav Čtvrtlík, herec (* 9. listopadu 1963)
- 7. března – Miloslav Stibor, fotograf (* 11. července 1927)
- 10. března
  - Jaroslav Čermák, příslušník francouzského protinacistického odboje, oběť komunismu (* 30. července 1929)
  - Přemysl Hauser, jazykovědec (* 16. dubna 1921)
- 14. března – Josef Kinský, šlechtic (* 19. listopadu 1913)
- 21. března
  - Bohumil Fišer, lékař a politik (* 22. října 1943)
  - Ladislav Novák, fotbalista (* 5. prosince 1931)
  - Gustav Krum, malíř a ilustrátor (* 23. května 1924)
- 24. března – Boris Masník, filmový animátor (* srpen 1923)
- 26. března – František Havránek, fotbalový trenér (* 11. července 1923)
- 27. března – Jitka Válová, výtvarnice a malířka (* 13. prosince 1922)
- 28. března – Vojtěch Adamec, sochař (* 4. července 1933)
- 31. března – Zuzana Šavrdová, herečka (* 6. června 1945)
- 7. dubna – Blažena Holišová, herečka (* 11. července 1930)
- 9. dubna – Zdeněk Šmíd, spisovatel (17. května 1937)
- 11. dubna – Ladislav Lakomý, herec a divadelní pedagog (* 14. listopadu 1931)
- 12. dubna
  - Karel Janský, herec (* 28. dubna 1944)
  - Miroslav Tichý, malíř a fotograf (* 20. listopadu 1926)
- 13. dubna – Zdeněk Vašíček, filozof, esejista, historik, archivář, archeolog (* 20. května 1933)
- 19. dubna – Oldřich Švarný, sinolog a fonetik (* 1. května 1920)
- 24. dubna – Ctibor Dostálek, neurofyziolog (* 3. listopadu 1928)
- 6. května – Jan Burian, filolog a historik (* 19. března 1929)
- 9. května
  - Karel Hieke, dendrolog a zahradník (* 29. července 1930)
  - Ivo Pešák, zpěvák a klarinetista (* 7. září 1944)
- 10. května – Erik Pardus, herec (* 2. února 1957)
- 17. května – Olga Stankovičová, disidentka, politická aktivistka, signatářka Charty 77 (* 1945)
- 19. května – Ladislav Simon, hudební skladatel, dramaturg, dirigent a klavírista (* 3. dubna 1929)
- 20. května
  - Jiří Pešek, fotbalový reprezentant (* 4. června 1927)
  - Eduard Janota, ekonom a bývalý ministr financí (* 13. března 1952)
  - Jaroslav Hovadík, grafik, malíř a sochař (* 8. května 1935)
- 23. května – Karel Otčenášek, katolický duchovní a biskup (* 13. dubna 1920)
- 2. června – Max Wittmann, jazzový hudební publicista, skladatel, editor, producent, dirigent (* 3. prosince 1941)
- 13. června – Mojmír Stránský, konstruktér a vynálezce (* 29. června 1924)
- 16. června – Oldřich Kopal, horolezec (* 4. února 1931)
- 17. června – Dušan Pálka, grafik, fotograf, karikaturista, humorista a kreslíř (* 3. listopadu 1942)
- 19. června – Alexej Fried, hudební skladatel a dirigent (* 13. října 1922)
- 21. června
  - Alena Reichová, sportovní gymnastka a olympijská medailistka (* 27. července 1933)
  - Stanislav Zámečník, historik (* 12. listopadu 1922)
- 22. června – Zbyněk Zeman, česko-britský historik (* 18. října 1928)
- 25. června – Václav Kural, historik (* 25. června 1928)
- 29. června – Lubomír Tesáček, sportovec, atlet (* 9. února 1957)
- 1. července – František Vízner, sklářský výtvarník a designér (* 9. března 1936)
- 6. července
  - Josef Suk mladší, houslista (* 8. srpna 1929)
  - Eva Palyzová, dostihová žokejka, trenérka a manažerka (* 17. září 1935)
- 7. července – Milena Vostřáková, televizní hlasatelka a moderátorka (* 2. března 1934)
- 8. července – Mojmír Trávníček, literární kritik a editor (* 17. prosince 1931)
- 10. července – Stanislav Bártl, novinář, publicista, spisovatel a polárník (* 13. prosince 1927)
- 11. července
  - Jaroslav Jiřík – hokejista (* 10. prosince 1939)
  - Hynek Hlasivec, stavbař, mostař (* 29. ledna 1926)
  - Vendelín Macho, vědec, chemik, vynálezce a politik (* 20. října 1931)
- 12. července – Zdeněk Sýkora, malíř (* 3. února 1920)
- 14. července – František Kyncl, malíř a sochař (* 21. listopadu 1934)
- 19. července – Josef Klempera, prozaik a autor odborné a naučné literatury (* 30. srpna 1926)
- 20. července – Jiří Ješ, novinář a publicista (* 19. června 1926)
- 22. července – Ladislav Vik, kněz a politický vězeň komunistického režimu (* 25. března 1923)
- 27. července – Zdeněk Švarc, hudební skladatel (* 1. srpna 1957)
- 28. července – Steva Maršálek, herec (* 11. září 1923)
- 1. srpna – Milada Šubrtová, operní pěvkyně-sopranistka (* 24. května 1924)
- 3. srpna
  - Vítězslav Houška, spisovatel a karikaturista (* 30. dubna 1925)
  - Robert Bakalář – sportovní novinář a komentátor (* 6. června 1940)
  - Simona Monyová – spisovatelka (* 17. března 1967)
- 7. srpna – Jiří Traxler, klavírista, skladatel, textař a hudební aranžér (* 12. března 1912)
- 8. srpna – Jiřina Švorcová, herečka a komunistická politička (* 25. května 1928)
- 10. srpna – Oldřich Machač, hokejista (* 18. dubna 1946)
- 12. srpna – Miroslav Richter, archeolog (* 29. května 1932)
- 13. srpna – Ctirad Mašín, člen protikomunistické skupiny bratří Mašínů (* 11. srpna 1930)
- 19. srpna – Jaroslav Smolka, hudební režisér, muzikolog a skladatel (* 8. dubna 1933)
- 23. srpna
  - Blanka Vikusová, herečka (* 28. května 1925)
  - Markéta Fialková, disidentka a diplomatka (* 27. března 1956)
- 25. srpna – Jan Haluza, atlet, trenér a politický vězeň (* 12. července 1914)
- 30. srpna – Pavel Růžek, spisovatel (* 30. listopadu 1951)
- 1. září – Magdalena Hrabánková, ekonomka, rektorka Jihočeské univerzity (* 1941)
- 5. září – Anděla Dvořáková, předsedkyně Českého svazu bojovníků za svobodu (* 30. května 1927)
- 7. září
  - Pavel Vrba, básník a textař (* 16. dubna 1938)
  - Karel Rachůnek, hokejista (* 27. srpna 1979)
  - Josef Vašíček, hokejista (* 12. září 1980)
  - Jan Marek, hokejista (* 31. prosince 1979)
- 15. září
  - Josef Vajce, akademický sochař (* 19. září 1937)
  - Otakar Vávra, filmový režisér, scenárista a pedagog (* 28. února 1911)
- 16. září – Zuzana Dřízhalová, herečka (* 27. ledna 1975)
- 19. září
  - Vladimír Bejval, dětský herec (* 31. prosince 1942)
  - Ctirad Kohoutek, hudební skladatel, vědec a pedagog (* 18. března 1929)
- 25. září
  - Milan Elleder, lékař a profesor patologie (* 4. prosince 1938)
  - Jiří Stárek, dirigent a hudební pedagog (* 25. března 1928)
- 26. září – Jan Fišer, divadelní režisér (* 19. července 1921)
- 27. září
  - Miloslav Blahynka, muzikolog, teatrolog a vysokoškolský pedagog (* 5. června 1951)
  - Jiří Hubač, dramatik a scenárista (* 27. srpna 1929)
- 28. září – Stanislav Staněk, akademický malíř (* 12. srpna 1927)
- 30. září
  - Zdeněk Kárník, historik a vysokoškolský pedagog (* 25. června 1931)
  - Jaroslav Dufek, herec (* 26. dubna 1934)
- 5. října – Jiří Hermach, filozof Československého jara (* 6. června 1912)
- 6. října – Jan Jílek, spisovatel, dramatik, scenárista a herec (* 24. listopadu 1933)
- 10. října – Ewald Osers, básník a překladatel (* 13. května 1917)
- 11. října – František Sokol, volejbalista, bronzový olympionik (* 5. února 1939)
- 14. října – Bedřich Zelenka, komik, humorista a scenárista (* 3. prosince 1921)
- 24. října – Oleg Reif, herec (* 20. září 1928)
- 26. října – Roman Kukleta, fotbalista (* 22. prosince 1964)
- 28. října – Jiří Gruša, spisovatel a politik (* 10. listopadu 1938)
- 29. října – Mojmír Fučík, lékař, profesor UK (* 18. července 1913)
- 30. října
  - Miloš Pick, ekonom a publicista (* 16. srpna 1926)
  - Jiří Winter Neprakta, kreslíř, karikaturista, ilustrátor a humorista (* 12. července 1924)
  - Marie Těšitelová, lingvistka (* 3. dubna 1921)
- 31. října – Bořivoj Navrátil, herec (* 26. září 1933)
- 4. listopadu – Luďa Marešová, herečka (* 29. května 1930)
- 7. listopadu – Marie Ljalková, válečnice (* 3. prosince 1920)
- 9. listopadu – Ivan Martin Jirous, básník, publicista a výtvarný kritik (* 23. září 1944)
- 10. listopadu – Karel Musela, malíř (* 10. června 1955)
- 11. listopadu – Jiří Kaftan, herec, mim, tanečník a divadelní pedagog (* 22. května 1935)
- 14. listopadu
  - Čestmír Vejdělek, spisovatel a publicista (* 8. října 1925)
  - Karel Mareš, hudební skladatel, hudební aranžér, scenárista, režisér, klavírista, korepetitor, písňový textař (* 2. srpna 1927)
- 18. listopadu – Zdeněk Zouhar, pedagog, muzikolog a skladatel (* 8. února 1927)
- 23. listopadu
  - Václav Durych, novinář a spisovatel (* 1930)
  - Karel Hubáček, architekt a pedagog (* 24. února 1924)
- 25. listopadu – Jiří Mostecký, chemik, rektor VŠCHT Praha (* 21. května 1923)
- 26. listopadu – Jiří Bažant, hudební skladatel, klavírista a aranžér (* 27. září 1924)
- 28. listopadu – Milan Togner, historik umění (* 29. září 1938)
- 30. listopadu – Zdeněk Miler, ilustrátor (* 21. února 1921)
- 7. prosince – Jiří Klikorka, chemik (* 6. ledna 1922)
- 18. prosince
  - Václav Havel, prezident, spisovatel a disident (* 5. října 1936)
  - Jaroslav Marek, historik (* 27. listopadu 1926)
  - Bohuslav Švarc, lesnický odborník (* 6. prosince 1921)
- 20. prosince
  - Václav Zítek, pěvec (* 24. března 1932)
  - Hana Andronikova, spisovatelka (* 9. září 1967)
- 21. prosince – Karel Macek, chemik, pedagog a operní pěvec (* 31. října 1928)
- 22. prosince – Emanuel Bosák, ministr mládeže a tělovýchovy (* 2. září 1922)
- 23. prosince – Ladislav Nižňanský, důstojník československé armády, kolaborant (* 1917)
- 26. prosince – Hana Mejdrová, historička a levicová intelektuálka (* 7. července 1918)
- 27. prosince
  - Koloman Gajan, historik (* 7. listopadu 1918)
  - Pavel Linhart, režisér, producent, scenárista, kameraman a pedagog (10. srpna 1960)

neznámé datum – Vilém Václav, hokejový reprezentant (* 16. prosince 1925)

### Svět
- 2. ledna

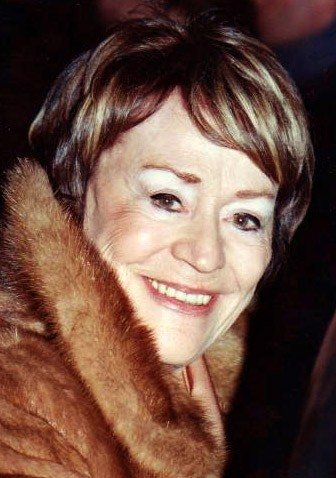
Annie Girardotová († 28. února)

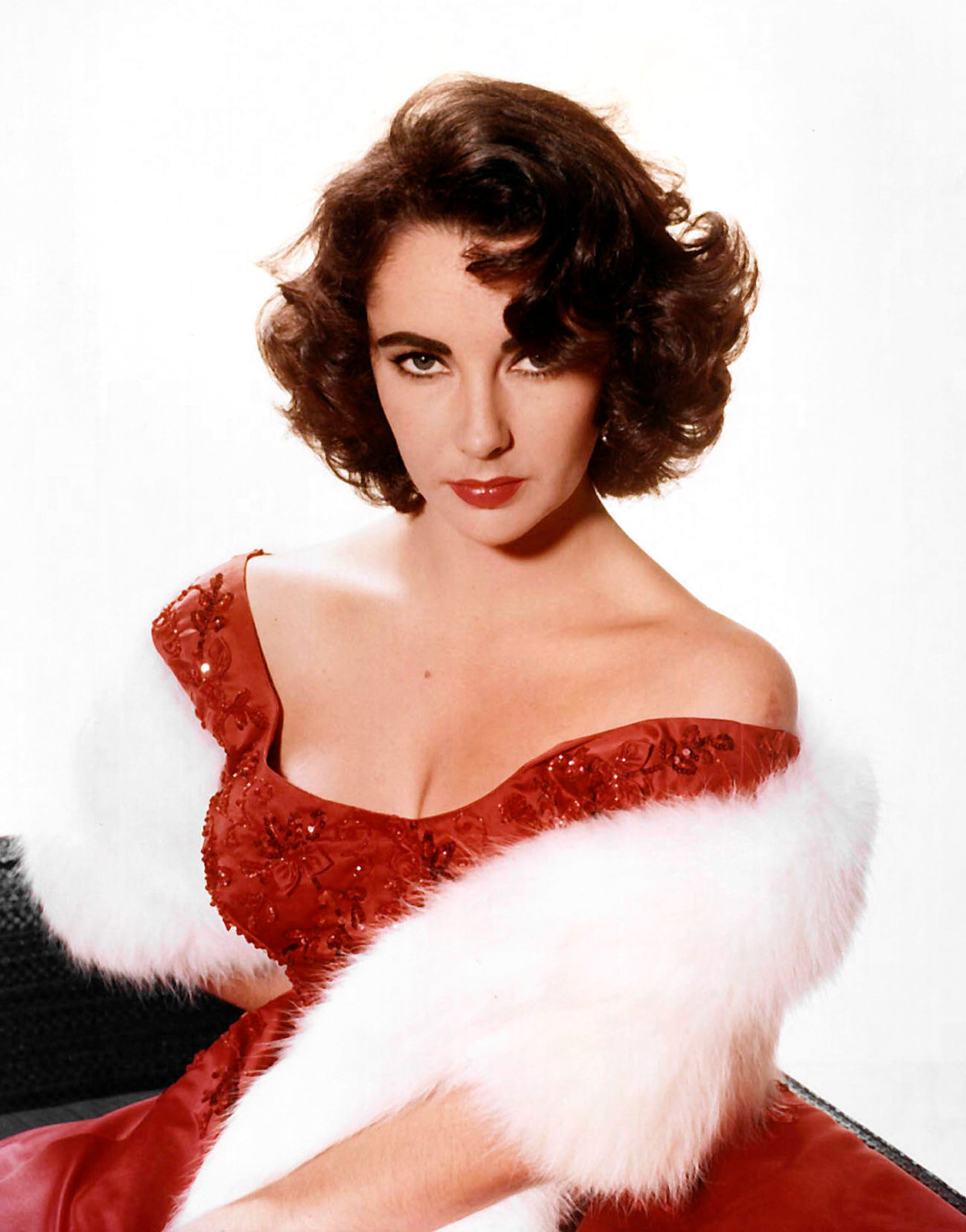
Elizabeth Taylorová († 23. března)

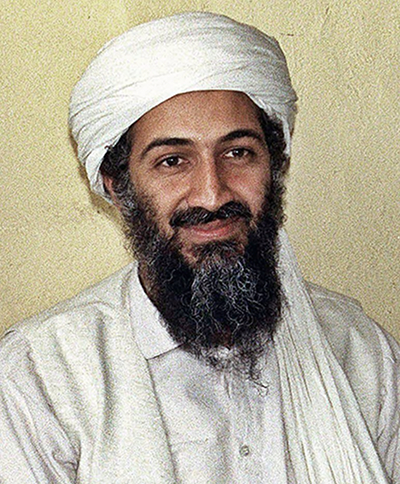
Usáma bin Ládin († 2. května)

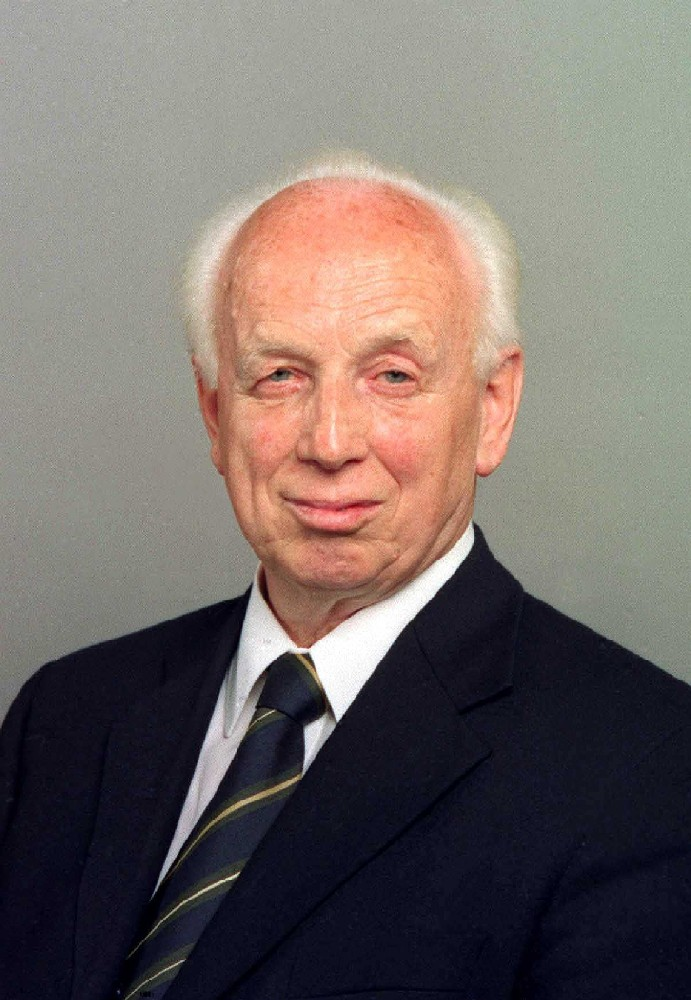
Ferenc Mádl († 29. května)

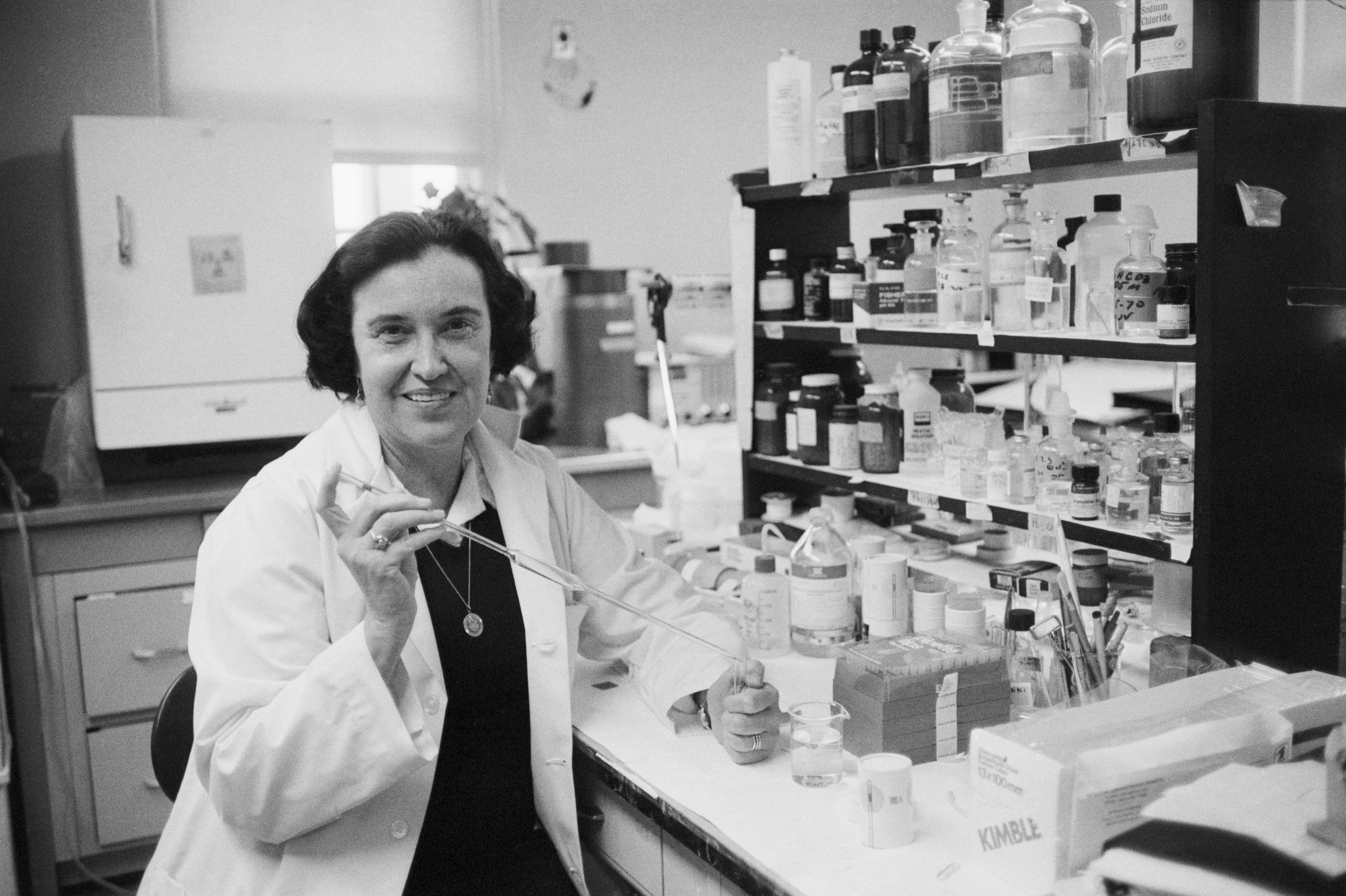
Rosalyn Yalowová († 30. května)

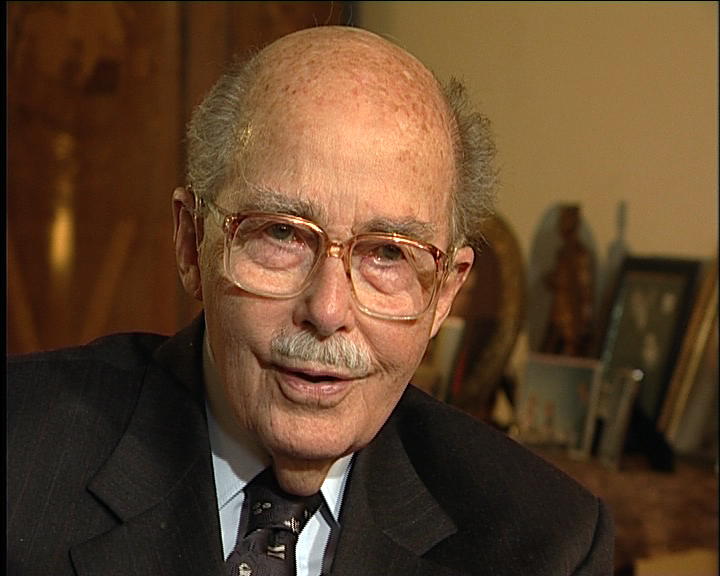
Otto von Habsburg († 4. července

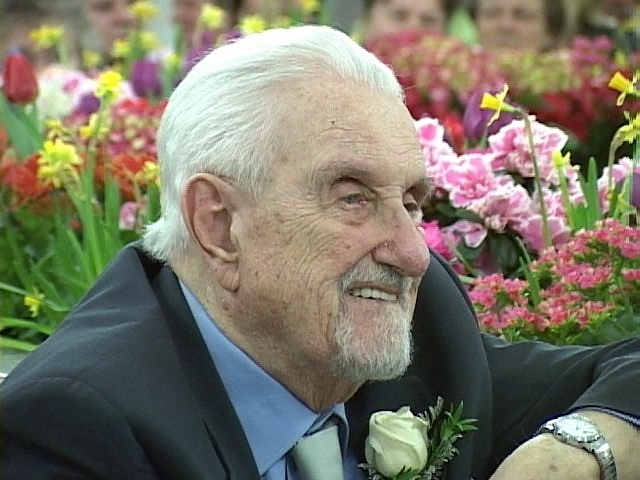
Jiří Traxler († 7. srpna)

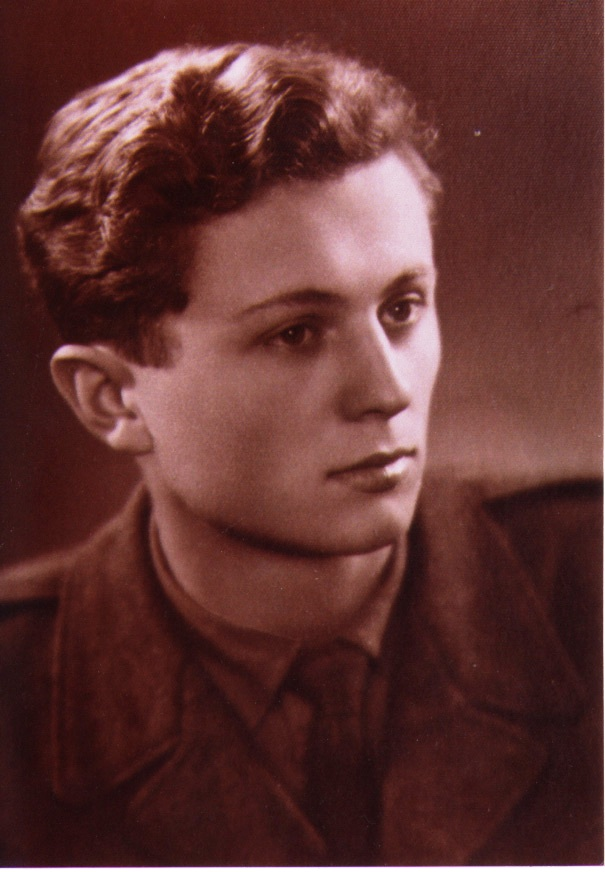
Ctirad Mašín († 13. srpna

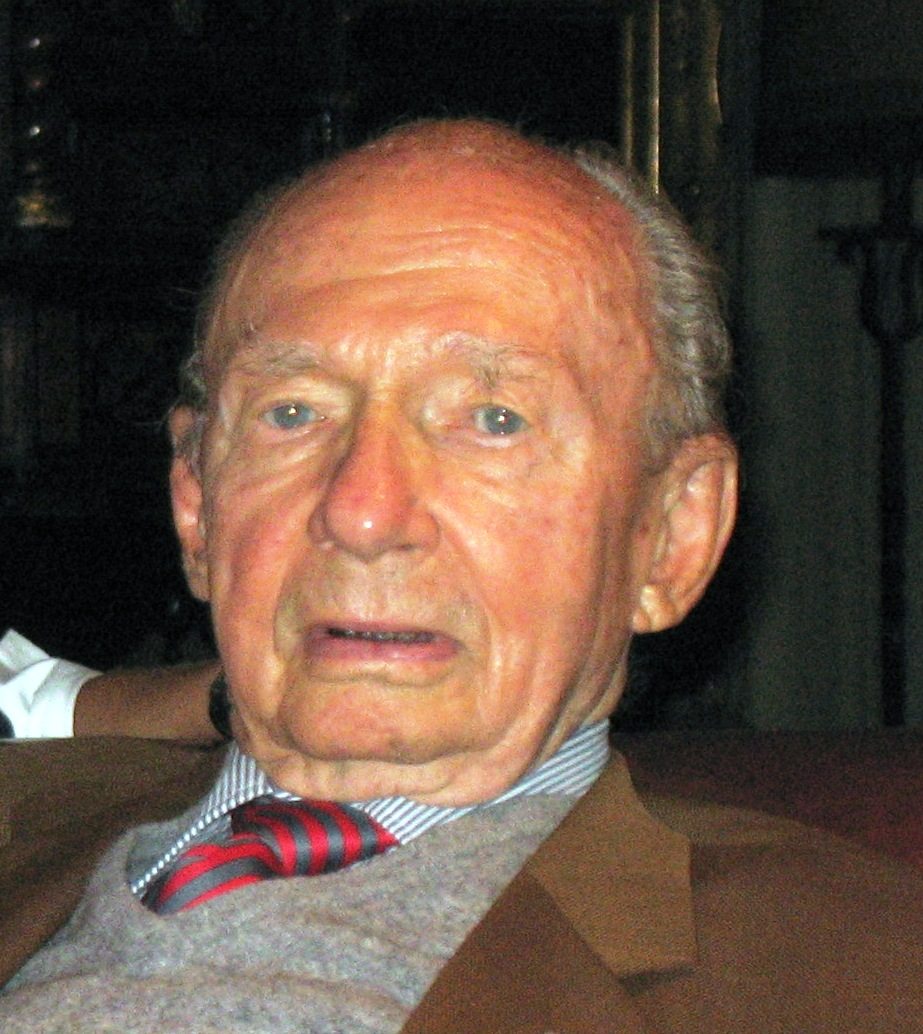
Felix Habsbursko-Lotrinský († 6. září)

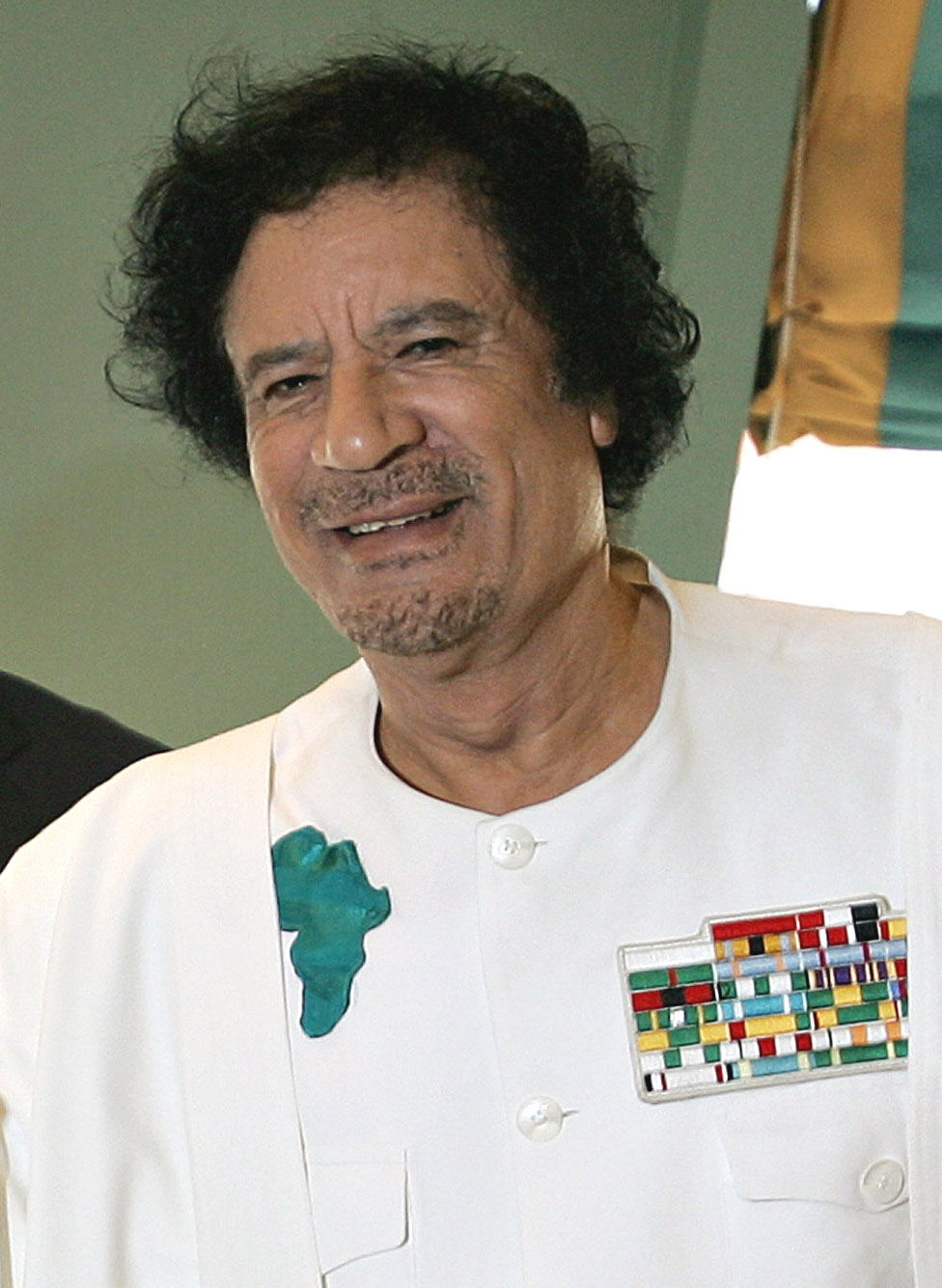
Muammar Kaddáfí († 20. října)

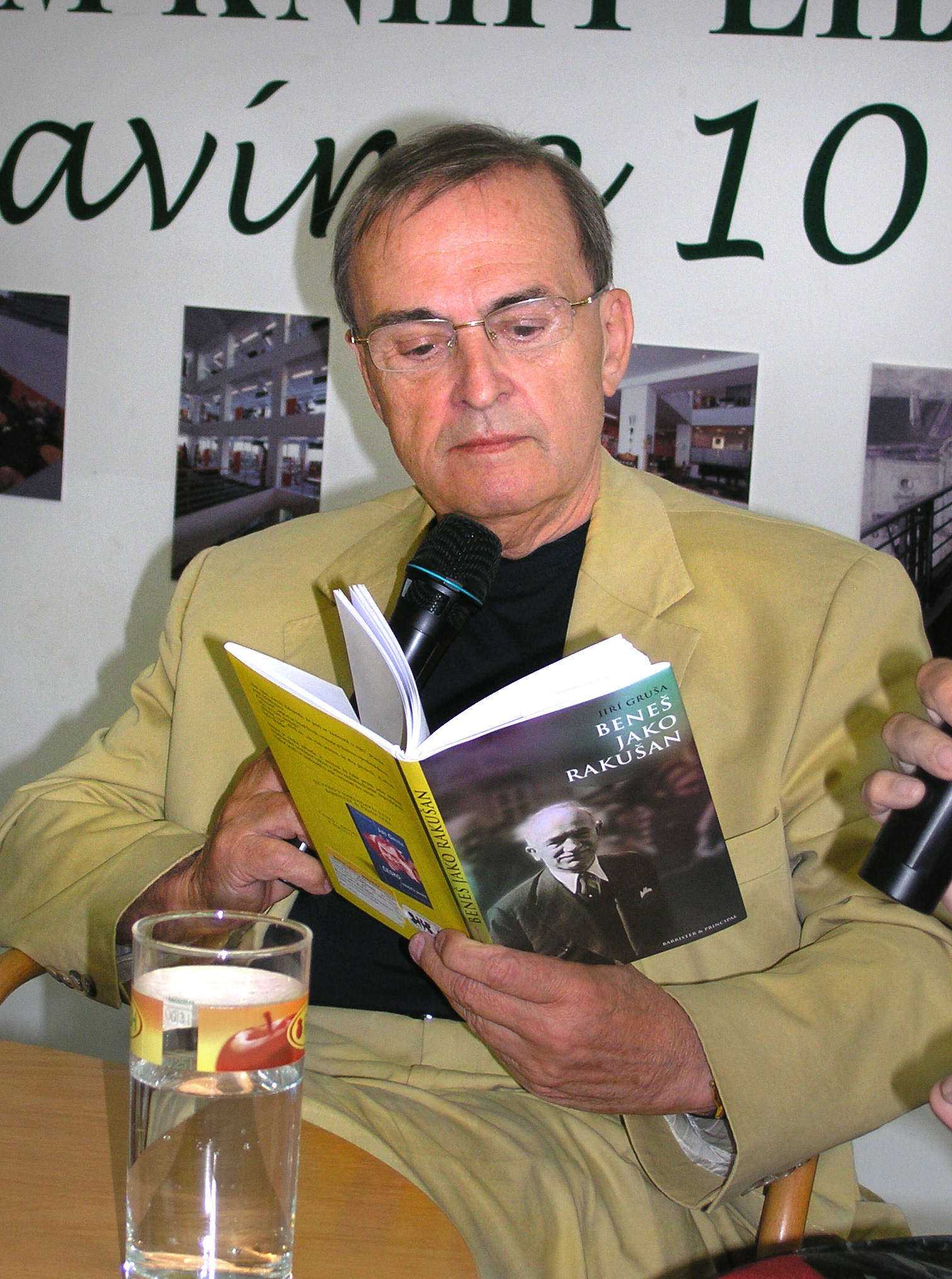
Jiří Gruša († 28. října)

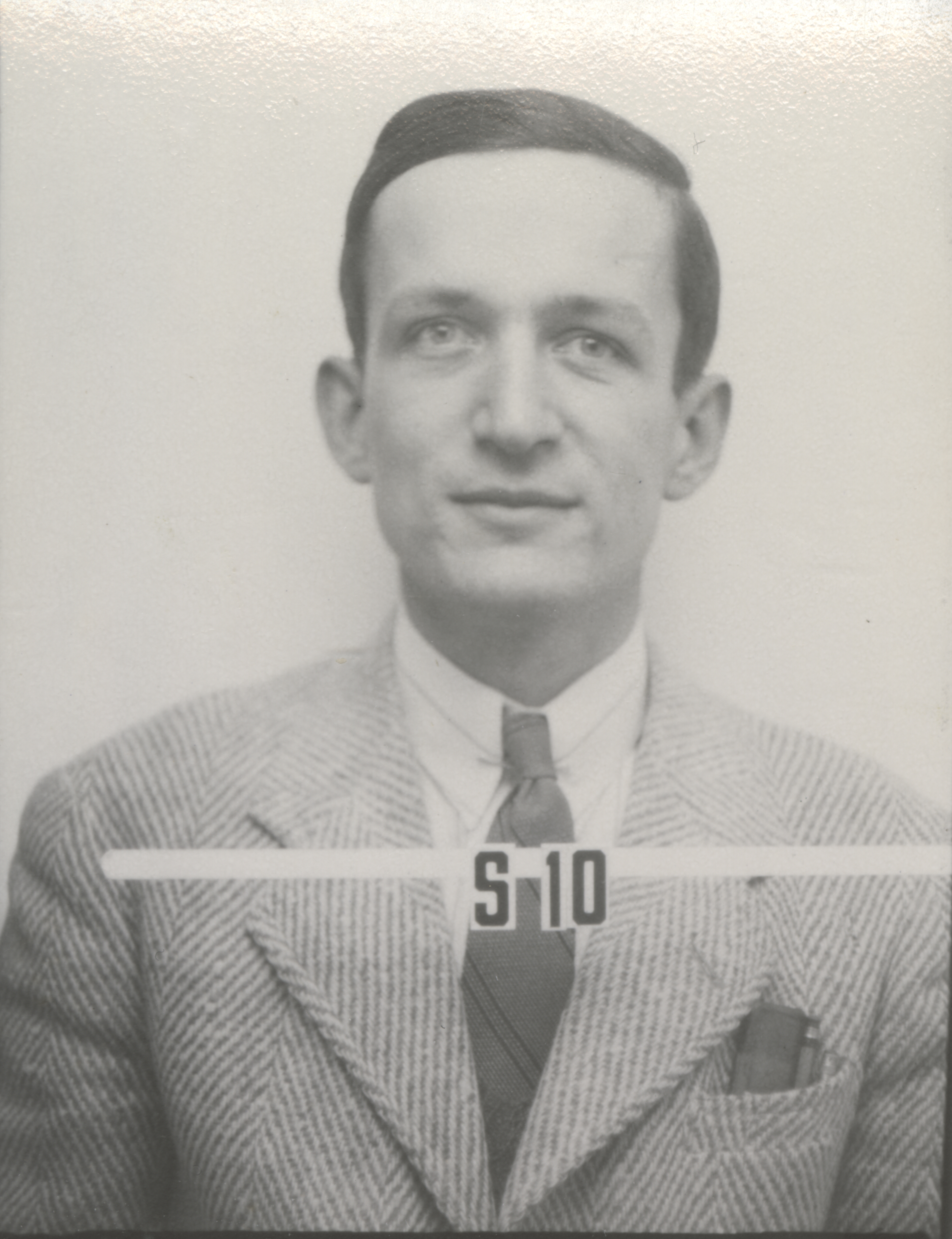
Norman Foster Ramsey († 4. listopadu)

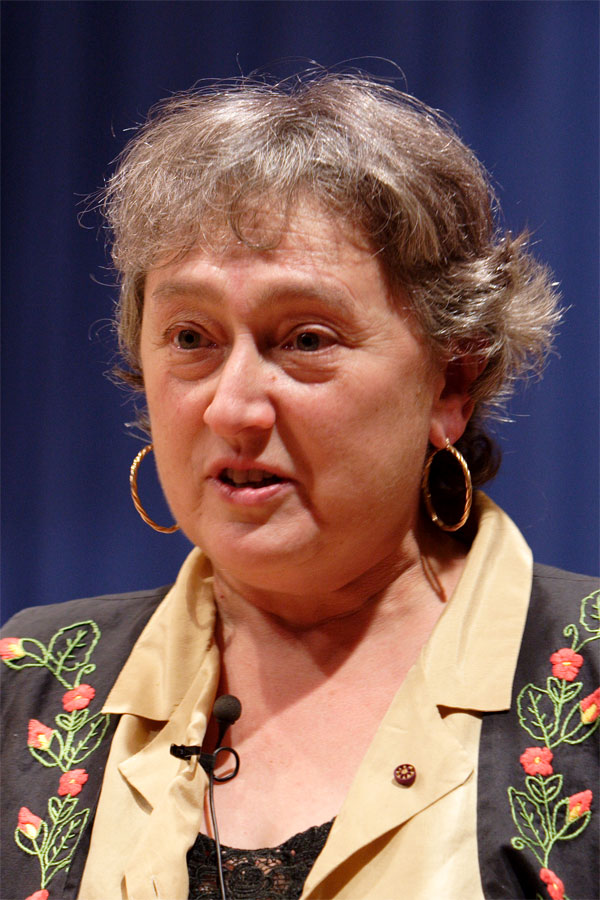
Lynn Margulisová († 22. listopadu)

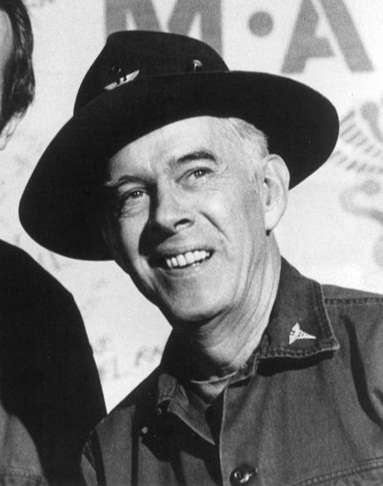
Harry Morgan († 7. prosince)

Kim Čong-il († 17. prosince)

  - Anne Francisová, americká herečka (* 16. září 1930)
  - Pete Postlethwaite, britský herec (* 7. února 1946)
  - Richard Winters, americký voják (* 21. ledna 1918)
- 4. ledna
  - Gerry Rafferty, skotský hudebník (* 16. dubna 1947)
  - Alí Rezá Pahlaví, člen císařské dynastie Pahlaví (* 28. dubna 1966)
- 8. ledna – Šimon Ondruš, slovenský jazykovědec (* 27. října 1924)
- 9. ledna – Peter Yates, britský režisér a producent (* 24. července 1929)
- 16. ledna – Stefka Jordanovová, bulharská sportovkyně, atletka-běžkyně (* 9. ledna 1947)
- 17. ledna
  - Don Kirshner, americký hudební vydavatel, producent a skladatel (* 17. dubna 1934)
  - Jean Dutourd, francouzský novinář, kritik a prozaik (* 14. ledna 1920)
- 18. ledna – Sargent Shriver, americký politik a aktivista (* 9. listopadu 1915)
- 20. ledna
  - Vladimír Kompánek, slovenský sochař a malíř (* 28. října 1927)
  - Ladislav Ťažký, slovenský spisovatel-prozaik, publicista, dramatik, scenárista (* 19. září 1924)
- 25. ledna – Daniel Bell, americký publicista a sociolog (* 10. května 1919)
- 26. ledna – Tore Sjöstrand, švédský olympijský vítěz v běhu na 3000 metrů překážek (* 31. července 1921)
- 30. ledna – John Barry, britský hudební skladatel a dirigent (* 3. listopadu 1933)
- 1. února – Jiří Kárnet, americký dramatik, režisér, novinář, spisovatel a překladatel českého původu (* 24. ledna 1920)
- 3. února
  - Maria Schneiderová, francouzská herečka (* 27. března 1952)
  - Tony Levin, britský jazzový bubeník (* 30. ledna 1940)
- 5. února
  - Fanizani Akuda, zimbabwský sochař (* 11. listopadu 1932)
  - Konštantín Horecký, slovenský spisovatel a novinář (* 19. května 1925)
- 6. února – Gary Moore, irský blues rockový kytarista a zpěvák (* 4. dubna 1952)
- 7. února – Franz Bydlinski, rakouský právník (* 20. listopadu 1931)
- 11. února – Bo Carpelan, finskošvédský spisovatel (* 25. října 1926)
- 12. února – Peter Alexander, rakouský zpěvák, herec a konferenciér (* 30. června 1926)
- 13. února
  - Inese Jaunzeme, sovětská atletka, olympijská vítězka v hodu oštěpem (* 21. května 1932)
  - Ondrej Richard Halaga, slovenský historik (* 4. března 1918)
- 14. února – George Shearing, britsko-americký jazzový klavírista (* 13. srpna 1919)
- 15. února – François Nourissier, francouzský spisovatel a publicista (* 18. května 1927)
- 18. února – Catherine Jourdan, francouzská herečka a modelka (* 12. října 1948)
- 19. února – Anson Rainey, americký lingvista (* 11. ledna 1930)
- 26. února – Mark Tulin, americký baskytarista (* 21. listopadu 1948)
- 28. února
  - Annie Girardotová, francouzská herečka (* 25. října 1931)
  - Jane Russellová, americká herečka (* 21. června 1921)
- 3. března – Friedhelm Kemp, německý spisovatel a překladatel (* 11. prosince 1914)
- 4. března
  - Michail Petrovič Simonov, ruský letecký konstruktér (* 19. října 1929)
  - Simon van der Meer, nizozemský fyzik, nositel Nobelovy ceny (* 24. listopadu 1925)
- 6. března – Ján Popluhár, československý fotbalista a slovenský fotbalový trenér (* 12. září 1935)
- 12. března – Joe Morello, americký jazzový bubeník (* 17. července 1928)
- 15. března
  - Yvon Mauffret, francouzský novinář a spisovatel (* 24. prosince 1927)
  - Nate Dogg, americký zpěvák (* 19. srpna 1969)
- 17. března
  - Ferlin Husky, americký zpěvák country hudby (* 3. prosince 1925)
  - Michael Gough, britský herec (* 23. listopadu 1917)
- 18. března
  - Warren Christopher, ministr zahraničních věcí Spojených států amerických (* 27. října 1925)
  - Antoinette, baronka z Massy, sestra monackého knížete Rainiera III. (* 28. prosince 1920)
  - Jet Harris, anglický baskytarista a člen skupiny The Shadows (* 6. července 1939)
- 21. března – Pinetop Perkins, americký bluesový pianista (* 7. července 1913)
- 22. března – Zoogz Rift, americký wrestler, hudebník a skladatel (* 10. července 1953)
- 23. března – Elizabeth Taylorová, americká herečka (* 27. února 1932)
- 25. března – Marija Isakovová, sovětská rychlobruslařka (* 5. července 1918)
- 29. března – José Alencar, brazilský podnikatel a politik (* 17. října 1931)
- 30. března – Jorge Camacho, kubánský malíř (* 5. ledna 1934)
- 31. března – Claudia Heillová, rakouská judistka (* 24. ledna 1982)
- 1. dubna – Varkey Vithayathil, arcibiskup katolické církve syrsko-malabarského ritu, kardinál (* 29. května 1927)
- 3. dubna
  - Calvin Russell, americký roots rockový zpěvák-skladatel a kytarista (* 1. listopadu 1948)
  - Ondrej Malachovský, slovenský operní zpěvák (* 5. dubna 1929)
- 4. dubna – Scott Columbus, americký bubeník (* 10. listopadu 1956)
- 5. dubna
  - Gil Robbins, americký herec a folkový hudebník (* 3. dubna 1931)
  - Baruch Samuel Blumberg, americký lékař, nositel Nobelovy ceny (* 28. července 1925)
  - Ange-Félix Patassé, prezident Středoafrické republiky (* 25. ledna 1937)
- 8. dubna – John McCracken, americký minimalistický sochař a malíř (* 9. prosince 1934)
- 9. dubna – Sidney Lumet, americký herec a režisér (* 25. června 1924)
- 14. dubna – William Lipscomb, americký chemik, nositel Nobelovy ceny (* 9. prosince 1919)
- 18. dubna – Giovanni Saldarini, italský kněz, arcibiskup Turína, kardinál (* 11. prosince 1924)
- 19. dubna – Grete Waitzová, norská atletka v maratonském běhu, mistryně světa (* 1. října 1953)
- 21. dubna
  - Harold Garfinkel, americký sociolog (* 29. října 1917)
  - Annalisa Ericsonová, švédská herečka (* 14. září 1913)
- 24. dubna – Marie-France Pisier, francouzská herečka, scenáristka a režisérka (* 10. května 1944)
- 25. dubna
  - Poly Styrene, anglická punk rocková zpěvačka a skladatelka (* 3. července 1957)
  - Ira Cohen, americký filmový režisér, herec, básník a fotograf (* 3. února 1935)
- 27. dubna
  - David Wilkerson, americký křesťanský kazatel a spisovatel (* 19. května 1931)
  - Igor Kon, ruský sociolog a sexuolog (* 21. května 1928)
- 30. dubna
  - Daniel Quillen, americký matematik (* 22. června 1940)
  - Ernesto Sábato, argentinský spisovatel (* 24. června 1911)
- 1. května
  - Agustín García-Gasco y Vicente, španělský kardinál (* 12. února 1931)
  - Moše Landau, předseda Nejvyššího soudu Izraele (* 29. dubna 1912)
  - Jacque Fresco, americký multidisciplinární vědec (* 12. března 1916)
- 2. května
  - Usáma bin Ládin, zakladatel teroristické organizace al-Káida (* 10. března 1957)
  - Leonid Ivanovič Abalkin, sovětský ekonom a politik (* 5. května 1930)
- 3. května – Jackie Cooper, americký herec (* 15. září 1922)
- 4. května – Frans Sammut, maltský spisovatel a esejista (* 19. listopadu 1945)
- 7. května
  - Willard Sterling Boyle, americký fyzik, nositel Nobelovy ceny (* 19. srpna 1924)
  - Seve Ballesteros, španělský golfista (* 7. dubna 1957)
  - Milan Mišík, slovenský geolog (* 3. listopadu 1928)
- 8. května – Cornell Dupree, americký jazzový a R&B kytarista (* 19. prosince 1942)
- 11. května – Snooky Young, americký jazzový trumpetista (* 3. února 1919)
- 16. května – Douglas Blubaugh, americký zápasník, olympijský vítěz (* 31. prosince 1934)
- 19. května – Garret FitzGerald, irský premiér (* 9. února 1926)
- 27. května
  - Gil Scott-Heron, americký hudebník (* 1. dubna 1949)
  - Janet Brown, britská herečka (* 14. prosince 1923)
  - Jeff Conaway, americký herec (* 5. října 1950)
- 28. května – Romuald Klim, sovětský olympijský vítěz a mistr Evropy v hodu kladivem (* 25. května 1933)
- 29. května
  - Sergej Bagapš, prezident separatistické Republiky Abcházie (* 4. března 1949)
  - Ferenc Mádl, maďarský prezident (* 29. ledna 1931)
- 30. května – Rosalyn Yalowová, americká lékařská fyzička, nositelka Nobelovy ceny (* 19. července 1921)
- 31. května – Pauline Betzová, americká tenistka (* 6. srpna 1919)
- 1. června –
- Max Wittmann, jazzový hudební publicista, skladatel a dirigent (* 3. prosince 1941)
- Munir Ahmed Dar, pákistánský pozemní hokejista (* 28. března 1935)
- 2. června – Ray Bryant, americký jazzový klavírista a skladatel (* 24. prosince 1931)
- 3. června – Jack Kevorkian, americký lékař, propagátor eutanazie (* 26. května 1928)
- 4. června – Lawrence Eagleburger, ministr zahraničních věcí Spojených států amerických (* 1. srpna 1930)
- 7. června
  - Jorge Semprún, španělský exilový spisovatel, scenárista a politik (* 10. prosince 1923)
  - Ricardo Alegría, portorický archeolog, antropolog a spisovatel (* 14. dubna 1921)
- 8. června – Anatole Abragam, francouzský fyzik (* 5. prosince 1914)
- 10. června – Al Schwimmer, izraelský průmyslník, zakladatel Izraelského vojenského letectva (* 10. června 1917)
- 16. června – Wild Man Fischer, americký hudebník a skladatel (* 6. listopadu 1944)
- 18. června
  - Bob Pease, americký vynálezce (* 22. srpna 1940)
  - Jelena Bonnerová, sovětská disidentka a aktivistka (* 15. února 1923)
  - Clarence Clemons, americký saxofonista, zpěvák, hudební skladatel a herec (* 11. ledna 1942)
  - Frederick Chiluba, prezident Zambie (* 30. dubna 1943)
- 23. června
  - Christiane Desroches Noblecourt, francouzská egyptoložka (* 17. listopadu 1913)
  - Peter Falk, americký herec (* 16. září 1927)
- 25. června – Aalaeddin Melmasi, íránský fotograf, překladatel a básník (* 9. ledna 1952)
- 26. června – Jan van Beveren, nizozemský fotbalista, brankář (* 5. března 1948)
- 30. června – Georg Sterzinsky, německý kardinál (* 9. února 1936)
- 1. července – Anne LaBastille, americká spisovatelka (* 20. listopadu 1935)
- 2. července – Itamar Franco, prezident Brazílie (* 28. června 1930)
- 4. července – Otto von Habsburg, rakousko-německý politik, následník rakouského trůnu (* 20. listopadu 1912)
- 5. července
  - Cy Twombly, americký malíř (* 25. dubna 1928)
  - Hanna Segalová, britská psychoanalytička (* 20. srpna 1918)
- 7. července
  - Manuel Galbán, kubánský kytarista a zpěvák (* 14. ledna 1931)
  - Marek Zvelebil, česko-britský archeolog (* 9. ledna 1952)
- 8. července – Betty Fordová, manželka 38. prezidenta USA Geralda Forda (* 8. dubna 1918)
- 9. července – Michael Burston, anglický heavy metalový kytarista a zpěvák (* 23. října 1949)
- 11. července – Rob Grill, americký zpěvák, baskytarista a skladatel (* 30. listopadu 1943)
- 17. července – Georges Condominas, francouzský etnograf a etnologie|etnolog (* 29. června 1921)
- 20. července – Lucian Freud, britský malíř (* 8. prosince 1922)
- 21. července – Kazimierz Świątek, polský arcibiskup a kardinál (* 21. října 1914)
- 23. července
  - Fran Landesman, americká textařka a básnířka (* 21. října 1927)
  - Amy Winehouse, britská zpěvačka (* 14. září 1983)
- 24. července
  - Virgilio Noè, italský kardinál (* 30. března 1922)
  - Vladimír Hajko, slovenský fyzik a politik (* 3. října 1920)
- 25. července
  - Michalis Kakojannis, řecký filmový režisér (* 11. června 1922)
  - Jeret Peterson, americký akrobatický lyžař (* 12. prosince 1981)
- 26. července – Frank Foster, americký jazzový saxofonista a skladatel (* 23. září 1928)
- 27. července
  - Agota Kristofová, švýcarská spisovatelka maďarského původu (* 30. října 1935)
  - John Stott, britský kazatel vůdce britského a světového evangelikálního hnutí (* 27. dubna 1921)
- 28. července
  - J. Milton Yinger, americký sociolog (* 6. července 1916)
  - Eric Stein, česko-americký právník a vysokoškolský učitel (* 8. července 1913)
- 2. srpna
  - Karol Benický, slovenský fotograf, nakladatel (* 13. dubna 1940)
  - Baruj Benacerraf, americký imunolog, nositel Nobelovy ceny (* 29. října 1920)
- 3. srpna
  - Rudolf Brazda, poslední přeživší gay vězeň koncentračních táborů (* 26. června 1913)
  - Bubba Smith, americký herec a hráč amerického fotbalu (* 28. února 1945)
  - Annette Charlesová, americká herečka (* 5. března 1948)
- 5. srpna – Andrzej Lepper, polský politik a odborář (* 13. června 1954)
- 7. srpna – Jiří Traxler, český pianista, hudební skladatel, textař a hudební aranžér (* 12. března 1912)
- 11. srpna – Jani Lane, americký hudebník, zpěvák, textař a frontman americké skupiny Warrant (* 1. února 1964)
- 13. srpna
  - Topi Sorsakoski, finský zpěvák (* 27. října 1952)
  - Ctirad Mašín, český protifašistický a protikomunistický odbojář (* 11. srpna 1930)
- 16. srpna
  - Huw Ceredig, velšský herec (* 22. června 1942)
  - Andrej Bajuk, slovinský ekonom a politik (* 18. října 1943)
- 19. srpna – Raúl Ruiz, chilský režisér (* 25. července 1941)
- 22. srpna – Vicco von Bülow, německý karikaturista, režisér a filmový herec (* 12. listopadu 1923)
- 25. srpna – Eugene Nida, americký lingvista (* 11. listopadu 1914)
- 26. srpna – Alojzij Ambrožič, kanadský kardinál slovinského původu (* 27. ledna 1930)
- 27. srpna – Norman Frederick Simpson, anglický dramatik (* 29. ledna 1919)
- 30. srpna – Alla Bajanovová, ruská a rumunská zpěvačka (* 18. května 1914)
- 31. srpna
  - André-Marcel Adamek, belgický spisovatel píšící francouzsky (* 3. května 1946)
  - Valerij Rožděstvenskij, sovětský kosmonaut ruské národnosti (* 13. února 1939)
- 3. září
  - Andrzej Maria Deskur, polský kardinál (* 29. února 1924)
  - Finn Helgesen, norský rychlobruslař, olympijský vítěz (* 25. dubna 1919)
- 6. září
  - George Kuchar, americký filmový režisér a herec (* 31. srpna 1942)
  - Felix Habsbursko-Lotrinský, rakouský arcivévoda (* 31. května 1916)
- 7. září
  - Pavol Demitra, slovenský hokejista (* 29. listopadu 1974)
  - Ruslan Salej, běloruský hokejista (* 2. listopadu 1974)
  - Stefan Liv, švédský hokejista (* 21. prosince 1980)
  - Eddie Marshall, americký jazzový bubeník (* 13. dubna 1938)
- 9. září – Horst Fuhrmann, německý historik (* 22. června 1926)
- 10. září – Cliff Robertson, americký herec (* 9. září 1923)
- 11. září – Andy Whitfield, americký herec (* 17. července 1972)
- 12. září – Wade Mainer, americký bluegrassový banjista (* 21. dubna 1907)
- 13. září
  - Walter Bonatti, italský horolezec, novinář a spisovatel (* 22. června 1930)
  - Richard Hamilton, britský malíř (* 24. února 1922)
- 14. září – Rudolf Ludwig Mössbauer, německý fyzik, nositel Nobelovy ceny (* 31. ledna 1929)
- 16. září – Willie Smith, americký bluesový zpěvák, bubeník a hráč na foukací harmoniku (* 19. ledna 1936)
- 20. září – Burhánuddín Rabbání, prezident Afghánistánu (* 20. září 1940)
- 21. září
  - John Du Cann, britský kytarista a zpěvák (* 5. června 1946)
  - Paulette Dubost, francouzská filmová herečka a zpěvačka (* 8. října 1910)
- 22. září – Aristides Pereira, prezident Kapverd (* 17. listopadu 1923)
- 25. září – Wangari Maathaiová, keňská aktivistka, nositelka Nobelovy ceny (* 1. dubna 1940)
- 26. září – Harry Muskee, nizozemský zpěvák (* 10. června 1941)
- 27. září
  - Johnny Mathis, americký countryový zpěvák a skladatel (* 28. září 1933)
  - Ida Finková, izraelská spisovatelka polského původu (* 1921)
  - Imre Makovecz, maďarský architekt (* 20. listopadu 1935)
  - Jesús María Pereda, španělský fotbalista (* 15. června 1938)
- 29. září – Hella S. Haasse, nizozemská spisovatelka (* 2. února 1918)
- 30. září
  - Ralph M. Steinman, kanadský imunolog a cytolog, nositel Nobelovy ceny (* 14. ledna 1943)
  - Marv Tarplin, americký soulový kytarista a skladatel (* 13. června 1941)
- 1. října
  - Sven Tumba Johansson, švédský hokejista (* 27. srpna 1931)
  - David Bedford, britský hudebník a skladatel (* 4. srpna 1937)
  - Butch Ballard, americký jazzový bubeník (* 26. prosince 1918)
- 5. října
  - Pietro Lombardi, italský zápasník, zlato na OH 1948 (* 6. června 1922)
  - Steve Jobs, zakladatel a ředitel firmy Apple (* 24. února 1955)
  - Charles Napier, americký herec (* 12. dubna 1936)
  - Bert Jansch, skotský kytarista a zpěvák (* 3. listopadu 1943)
- 7. října – Ramiz Alia, albánský prezident (* 18. října 1925)
- 12. října
  - Joel DiGregorio, americký countryový klávesista (* 8. ledna 1944)
  - Dennis Ritchie, americký programátor (* 9. září 1941)
- 16. října
  - Pete Rugolo, americký jazzový aranžér a skladatel (* 25. prosince 1915)
  - Dan Wheldon, britský automobilový závodník (* 22. června 1978)
- 18. října – Bob Brunning, britský baskytarista (* 29. června 1943)
- 20. října – Muammar Kaddáfí, libyjský voják a diktátor (* 7. června 1942).
- 22. října – Sultán ibn Abdal Azíz Saúd, saúdskoarabský korunní princ a politik (* 5. ledna 1928)
- 23. října
  - Herbert A. Hauptman, americký matematik (* 14. února 1917)
  - Marco Simoncelli, italský motocyklový závodník (* 20. ledna 1987)
  - John McCarthy, americký informatik (* 4. září 1927)
  - Bronislovas Lubys, litevský velkopodnikatel, průmyslník a politik (* 8. října 1938)
- 24. října – Morio Kita, japonský lékař a spisovatel (* 1. května 1927)
- 27. října – Radomir Konstantinović, srbský spisovatel (* 27. března 1928)
- 29. října
  - Robert Lamoureux, francouzský filmař a divadelník (* 4. ledna 1920)
  - Jimmy Savile, britský moderátor a filantrop (* 31. října 1926)
  - Walter Norris, americký jazzový klavírista a skladatel (* 27. prosince 1931)
- 31. října – Flórián Albert, maďarský fotbalista (* 15. září 1941)
- 1. listopadu – Heinz Ludwig Arnold, německý publicista (* 29. března 1940)
- 4. listopadu – Norman Foster Ramsey, americký fyzik a pedagog, nositel Nobelovy ceny (* 27. srpna 1915)
- 7. listopadu – Joe Frazier, americký boxer (* 12. ledna 1944)
- 11. listopadu – Michael Garrick, britský jazzový klavírista a hudební skladatel (* 10. května 1933)
- 13. listopadu – František Miko, slovenský literární vědec a teoretik, jazykovědec (* 13. dubna 1920)
- 15. listopadu – Moogy Klingman, americký hudebník (* 7. září 1950)
- 21. listopadu
  - Josef Nave, izraelský archeolog (* 1928)
  - Anne McCaffrey, americká spisovatelka (* 1. dubna 1926)
- 22. listopadu
  - Georg Kreisler, všestranný slovesný, hudební a divadelní umělec (* 18. července 1922)
  - Světlana Allilujevová, dcera sovětského diktátora Stalina (* 28. února 1926)
  - Paul Motian, americký jazzový bubeník a skladatel (* 25. března 1931)
  - Lynn Margulisová, americká bioložka (* 5. března 1938)
- 24. listopadu
  - Krystyna Broll-Jarecka, polská básnířka (* 15. července 1927)
  - Ludwig Hirsch, rakouský šansoniér, poeta a herec (* 28. února 1946)
- 25. listopadu – Vasilij Alexejev, ruský vzpěrač, olympijský vítěz (* 7. ledna 1942)
- 26. listopadu
  - Keef Hartley, britský bubeník a kapelník (* 8. dubna 1944)
  - Chukwuemeka Odumegwu Ojukwu, nejvyšší představitel Biafry (* 4. listopadu 1933)
- 27. listopadu – Ken Russell, anglický filmový režisér (* 3. července 1927)
- 28. listopadu – Ante Marković, předseda federální vlády Jugoslávie (* 25. listopadu 1924)
- 30. listopadu – Leka I. Zogu Albánský, syn krále Zogu (* 5. dubna 1939)
- 1. prosince – Christa Wolfová, německá spisovatelka (* 18. března 1929)
- 2. prosince
  - Howard Tate, americký zpěvák a skladatel (* 13. srpna 1939)
  - Bill Tapia, americký hudebník (* 1. ledna 1908)
- 4. prosince
  - Hubert Sumlin, americký bluesový kytarista a zpěvák (* 16. listopadu 1931)
  - Sócrates, brazilský fotbalový reprezentant (* 19. února 1954)
- 5. prosince – Violetta Villas, polská zpěvačka (* 10. června 1938)
- 7. prosince – Harry Morgan, americký herec (* 10. dubna 1915)
- 8. prosince – Gilbert Adair, skotský spisovatel, básník, filmový kritik, novinář a překladatel (* 29. prosince 1944)
- 11. prosince – John Patrick Foley, americký kardinál (* 11. listopadu 1935)
- 14. prosince – Joe Simon, americký komiksový spisovatel (* 11. října 1913)
- 15. prosince
  - Christopher Hitchens, anglicko-americký spisovatel a novinář (* 13. dubna 1949)
  - Bob Brookmeyer, americký jazzový pozounista, pianista a skladatel (* 19. prosince 1929)
- 17. prosince
  - Cesária Évora, kapverdská zpěvačka (* 27. srpna 1941)
  - Kim Čong-il, korejský levicový politik, vůdce KLDR (* 16. února 1941 nebo 1942)
- 19. prosince – Tony Duran, britský kytarista a zpěvák (* 14. října 1945)
- 20. prosince – Sean Bonniwell, americký kytarista, zpěvák a skladatel (* 16. srpna 1940)
- 21. prosince
  - Jevhen Rudakov, ukrajinský fotbalista (* 2. ledna 1942)
  - Werner Otto, německý podnikatel (* 13. srpna 1909)
- 24. prosince – Johannes Heesters, nizozemský herec a zpěvák (* 5. prosince 1903)
- 25. prosince – Jim Sherwood, americký saxofonista, zpěvák (* 8. května 1942)
- 26. prosince
  - James Rizzi, americký pop artový malíř (* 5. října 1950)
  - Sam Rivers, americký jazzový hudebník a skladatel (* 25. září 1923)
- 27. prosince
  - Michael Dummett, britský filozof (* 27. června 1925)
  - Helen Frankenthaler, americká malířka (* 12. prosince 1928)
- 30. prosince – Eva Zeisel, americká průmyslová designérka narozená v Budapešti (* 13. listopadu 1906)

## Hlavy států
V tomto seznamu jsou uvedeni pouze představitelé nejvýznamnějších států.
- Belgie – král Albert II. (1993–2013)
- Brazílie – prezidentka Dilma Rousseffová (2011–2016)
- Čínská lidová republika – prezident Chu Ťin-tchao (2003–2013)
- Česko – prezident Václav Klaus (2003–2013)
- Dánsko – královna Markéta II. (1972–2024)
- Egypt
  - prezident Husní Mubárak (1981–2011)
  - polní maršál Muhammad Husajn Tantáví (2011–2012)
- Francie – prezident Nicolas Sarkozy (2007–2012)
- Indie – prezidentka Pratibha Pátilová (2007–2012)
- Itálie – prezident Giorgio Napolitano (2006–2015)
- Izrael – prezident Šimon Peres (2007–2014)
- Japonsko – císař Akihito (1989–2019)
- Jihoafrická republika – prezident Jacob Zuma (2009–2018)
- Kanada – generální guvernér David Johnston (2010–2017)
- Maďarsko – prezident Pál Schmitt (2010–2012)
- Mexiko – prezident Felipe Calderón (2006–2012)
- Německo – prezident Christian Wulff (2010–2012)
- Nizozemsko – královna Beatrix (1980–2013)
- Polsko – prezident Bronisław Komorowski (2010–2015)
- Rakousko – prezident Heinz Fischer (2004–2016)
- Rusko – prezident Dmitrij Medveděv (2008–2012)
- Slovensko – prezident Ivan Gašparovič (2004–2014)
- Spojené království – královna Alžběta II. (1952–2022)
- Spojené státy americké – prezident Barack Obama (2009–2017)
- Španělsko – král Juan Carlos I. (1975–2014)
- Turecko – prezident Abdullah Gül (2007–2014)
- Ukrajina – prezident Viktor Janukovyč (2010–2014)
- Vatikán – papež a suverén Vatikánu Benedikt XVI. (2005–2013)